# U2
U2 é uma banda irlandesa de rock formada no ano de 1976. O grupo é composto por Bono (vocal e guitarra), The Edge (guitarra, teclado e backing vocal), Adam Clayton (baixo) e Larry Mullen Jr. (bateria e percussão). Inicialmente, o estilo musical da banda possuía influências no gênero pós-punk. Porém, eventualmente foram incorporando estilos mais genéricos. Ao longo das mudanças do grupo, eles sempre têm mantido um som construído sobre instrumentos melódicos, com destaque para as texturas e acordes do guitarrista de The Edge e dos vocais expressivos de Bono. Suas letras, muitas vezes embelezadas com imagens espirituais, têm foco em temas pessoais e preocupações sócio-políticas.
O U2 foi formado no Mount Temple Comprehensive School, quando os membros ainda eram adolescentes e com conhecimento musical limitado. Após quatro anos, eles assinaram com a gravadora Island Records e lançaram seu primeiro álbum, Boy (1980). Seu terceiro álbum, War (1983), rendeu-lhes o primeiro álbum a alcançar a posição de número 1, no Reino Unido. Hits como "Sunday Bloody Sunday" (1983) e "Pride (In the Name of Love)" (1984), ajudaram a estabelecer a reputação da banda como um grupo politicamente e socialmente consciente. Em meados da década de 1980, tornaram-se famosos por sua participação em concertos, destacando-se na atuação do Live Aid (1985). O quinto álbum de estúdio, The Joshua Tree (1987), tornou-os ícones globais e, segundo a revista Rolling Stone, "elevou-os à estatura de 'heróis a super-estrelas'". O álbum foi o maior feito comercial e crítico da história da banda irlandesa, alcançando o topo das paradas musicais em diversos países — incluindo a posição de número 1 na Billboard 200 — e entrando na lista dos álbuns mais vendidos do mundo, com cerca de 25 milhões de cópias. Produziu singles como "With or Without You" e "I Still Haven't Found What I'm Looking For" – ambas chegando à posição de número 1 nos Estados Unidos naquele ano.
Enfrentando a estagnação criativa após o lançamento do sexto álbum, Rattle and Hum (1988), lançando hits como "Desire" — obtendo Prêmio Grammy para "Melhor Performance de Rock por um Grupo com Vocal" de 1989 — já na década de 1990, por fim, decidiram reinventar-se sob um novo rumo musical e imagem pública, pois eram vistos como "sérios". Então, a partir do que chamam de "a segunda obra-prima do U2", lançaram o sétimo álbum, Achtung Baby (1991), vendendo 18 milhões de cópias e gerando hits como "One". Juntamente com a turnê Zoo TV Tour (1992–93), marcada na época pela intensa multimídia, a banda integrou influências sonoras do rock alternativo, música eletrônica e industrial, abraçando uma imagem mais cômica e irreverente. Em meados da década de 1990, este experimento continuou através de seu oitavo álbum, Zooropa (1993), e nono álbum, Pop (1997), que foi apoiado pela turnê Popmart Tour (1997–98), obtendo sucessos mistos. Após não terem tido uma boa aprovação do nono álbum de estúdio, no início da década de 2000, conseguiram recuperar a aceitação do público e a boa imagem musical perante os críticos musicais, após o lançamento dos álbuns All That You Can't Leave Behind (2000) e How to Dismantle an Atomic Bomb (2004), estabelecendo um som mais convencional. Atualmente, a turnê U2 360° Tour (2009–11) lhes rendeu a liderança do ranking de turnês musicais de maior bilheteria da história, arrecadando mais de 736 milhões de dólares. A partir da era Songs of Innocence (2014) e Experience (2017), caracterizaram-se pela forma de lançamento através das plataformas streaming, vindo a ter parceria com a Apple.
Atualmente, a banda lançou 14 álbuns de estúdio, encontrando-se entre os artistas recordistas de vendas, com mais de 175 milhões de álbuns vendidos mundialmente. Ganharam 22 Prêmios Grammy, mais do que qualquer outra banda. Em 2005 o grupo foi introduzido no Rock and Roll Hall of Fame. A revista Rolling Stone classificou-os na posição de número 22, na lista dos "100 Maiores Artistas de Todos os Tempos", classificando-o a "Maior Banda do Mundo". Por toda sua carreira, como banda e como indivíduos, fizeram campanhas pelos direitos humanos e causas filantrópicas, como a Anistia Internacional, ONE Campaign, Product Red, War Child e Music Rising.

## História

### Formação e primeiros anos (1976–80)

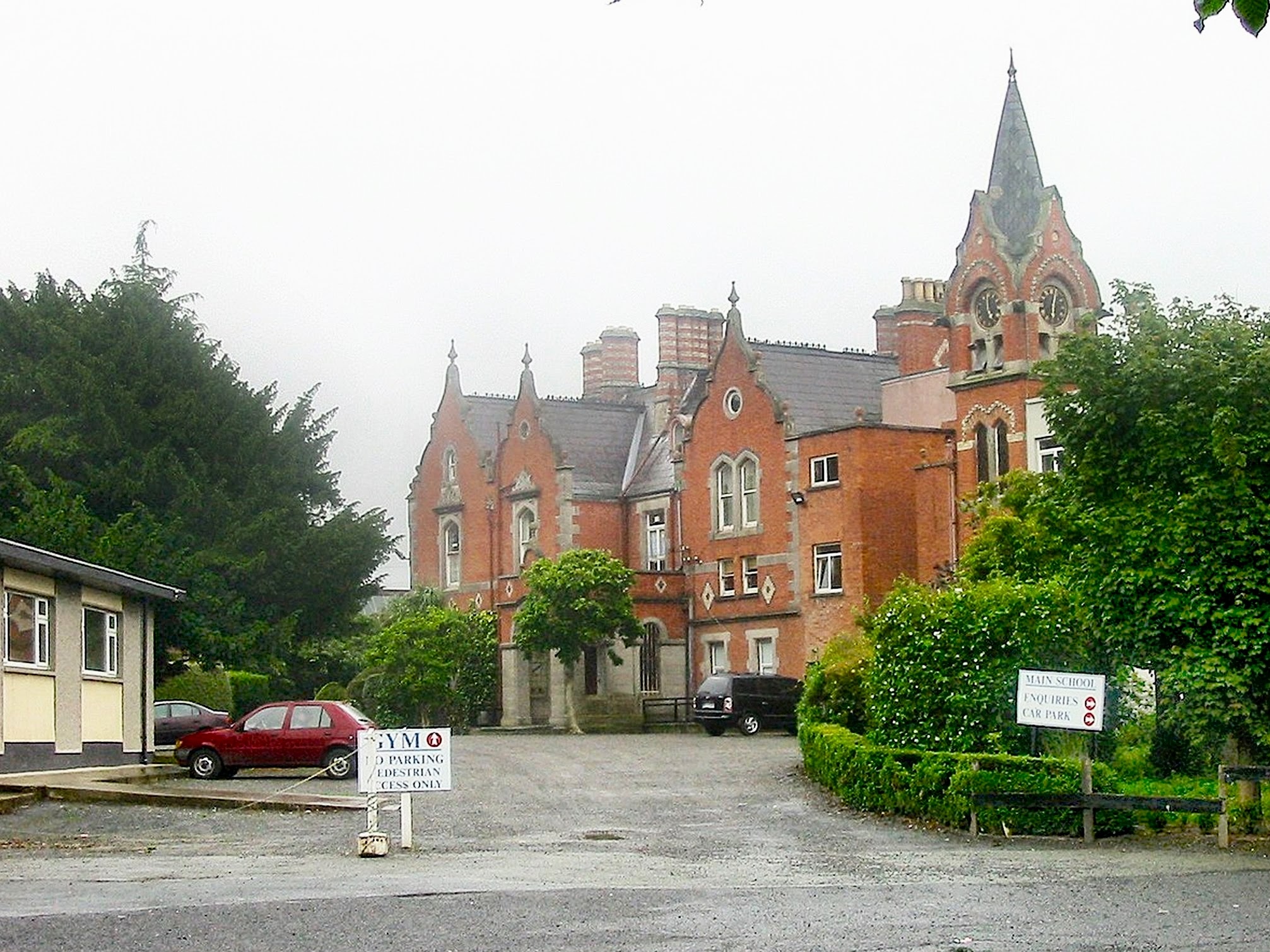
Mount Temple Comprehensive School localizada em Dublin, escola onde foram formados os membros da banda, em setembro de 1976.

A banda foi formada em 25 de setembro de 1976. Larry Mullen Jr., com quatorze anos de idade, postou um anúncio na escola Mount Temple Comprehensive High, em busca de músicos para uma nova banda; tendo a resposta de seis pessoas. Mullen ficou encarregado da bateria, com Paul "Bono" Hewson nos vocais; David "The Edge" Evans e seu irmão mais velho Dik Evans na guitarra; Adam Clayton, um amigo dos irmãos Evans no baixo; e inicialmente Ivan McCormick e Peter Martin, dois outros amigos de Mullen. Mullen disse mais tarde como mandou no "The Larry Mullen's Band" por cerca de 10 minutos, e em seguida, Bono entrou e destruiu qualquer chance que ele tinha de estar no comando". Logo depois, o grupo denominou o nome do grupo de "Feedback", porque era um dos poucos termos técnicos que eles conheciam. Martin não retornou após o primeiro ensaio e McCormick deixou o grupo dentro de algumas semanas. A maioria do material inicial do grupo era composto por covers, que a banda admitiu não ser seu ponto forte. Algumas das primeiras influências sobre a banda foram surgindo no gênero punk rock, tais como The Jam, The Clash, The Buzzcocks e The Sex Pistols. A popularidade do punk rock convenceu o grupo que o conhecimento musical não era um pré-requisito para ser bem-sucedido.
Em março de 1977, a banda mudou seu nome para The Hype. Dik Evans, que era o irmão mais velho e também por já estar na faculdade, estava se tornando um integrante excluído em relação à banda. O resto do grupo seguia um pensamento de uma banda com quatro integrantes, sendo mais tarde, resultando na saída de Dik em março de 1978. Durante um concerto de despedida no salão da Igreja Presbiteriana, em Howth, contou com o grupo tocando covers, com Dik cerimonialmente saindo do palco. Os quatro membros restantes da banda completaram o concerto tocando o material original como "U2". Steve Averill, um músico punk rock e amigo da família de Clayton, sugeriu seis nomes em potencial, a partir do qual, a banda optou por "U2", devido à sua ambiguidade, possibilidade de interpretações, e também por não gostarem de The Hype. No Dia de São Patrício, o U2 venceu em um show de talentos, em Limerick, Irlanda. O prêmio consistia em £ 500 libras, possibilitando gravarem um demo para a gravadora CBS da Irlanda, sendo uma um marco importante para a auto-afirmação da banda. O U2 gravou sua primeira fita demo no Keystone Studio em maio de 1978, em Dublin.
| U2                                         | "Não podia acreditar, fiquei sem o que dizer. Nós não estávamos em idade de sairmos para se divertir, mas eu acho que ninguém conseguiu dormir naquela noite... Realmente, era apenas uma grande confirmação de ganhar essa competição, mesmo que eu não tivesse tido uma boa ideia; realmente gostei da concorrência. Mas para ganhar naquele momento, era extremamente importante para a moral e a crença de todos os envolvidos no projeto". | U2 |
| — The Edge, ao vencer a competição da CBS. | |    |

A revista Hot Press foi influente na formação do futuro da banda. Meados de 1978, Paul McGuinness já havia sido associado ao grupo através de uma publicação do jornalista Bill Graham, tornando-se o empresário da banda. Com os contatos que ele fazia na indústria musical, McGuinness reservou sessões demos para o grupo, procurando obter um contrato de gravação. A banda continuou a construir sua base de públicos com performances em todo o país, na qual se destacou o show no Mercado Dublin's Dandelion, no verão de 1979. Em agosto, eles gravaram um demo de três canções juntamente com o produtor Chas de Whalley, no Windmill Lane Studios, marcando a primeira das gravações da banda durante a carreira. Em setembro de 1979, o primeiro material lançado — somente na Irlanda — foi o EP U2 3 (1979),  vendendo cerca de mil cópias e adquirindo um bom desempenho nas paradas musicais irlandesa. Em dezembro de 1979, a banda realizou em Londres os seus primeiros shows fora da Irlanda, embora eles ainda não tivessem a capacidade de ganhar a atenção do público e dos críticos musicais. Em fevereiro de 1980, foi lançado o seu primeiro single, "Another Day", pela gravadora CBS, direcionando-se somente ao mercado irlandês. No mesmo dia, o grupo tocou em um show no Estádio Nacional da Irlanda para 2 mil pessoas, fechando contrato através de Bill Stewart, representando a A&R pela gravadora Island Records.

## Carreira musical

### Primeiros lançamentos (1980–83)

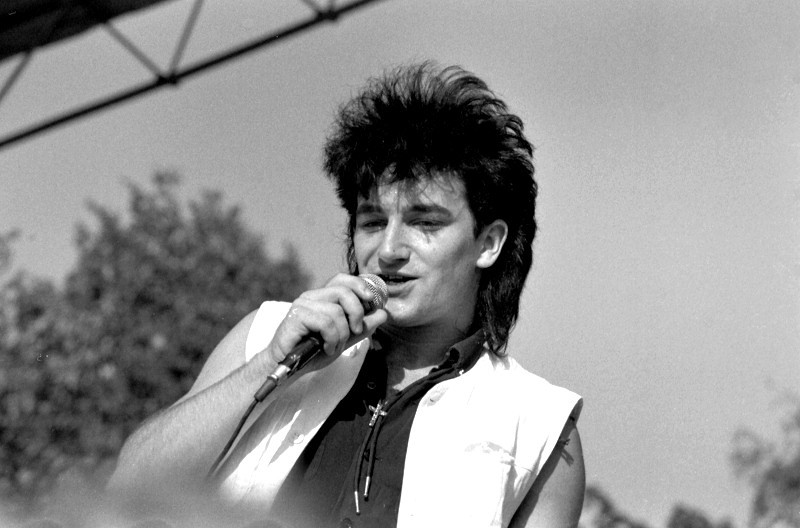
Apresentação de Bono na Noruega durante a turnê War Tour, em 1983

A gravadora Island Records assinou com a banda em março de 1980, e em maio a banda lançou o seu segundo single, "11 O'Clock Tick Tock", e primeiro single lançado internacionalmente. O álbum de estreia da banda, Boy (1980), foi lançado em outubro. Produzido por Steve Lillywhite, recebeu críticas positivas. Embora as letras sem objetivo de Bono parecessem improvisadas, eles expressaram um tema comum: os sonhos e frustrações da adolescência. O álbum incluía o primeiro single de sucesso da banda nos Estados Unidos, "I Will Follow". O lançamento de Boy foi seguido pela turnê Boy Tour, a primeira turnê do U2 pelo continente europeu e nos Estados Unidos. Apesar de ter sido rude, os concertos demonstraram o potencial da banda, com os críticos dizendo que Bono era "carismático" e um grande homem apaixonado.
O segundo álbum da banda, October, foi lançado em 1981, contendo amplos temas espirituais. Durante as sessões de gravação, Bono e The Edge consideraram a possibilidade em deixar a banda devido à percepção de conflitos religiosos. Bono, The Edge e Mullen tinham se juntado em um grupo cristão em Dublin, chamado Shalom Fellowship, que os levando-os a questionar a relação entre a fé cristã e o estilo de vida no rock n' roll. Bono e The Edge tiraram tempo entre as turnês e decidiram deixar o grupo cristão, em favor de continuar com a banda. A gravação foi ainda mais complicada com o roubo de uma maleta contendo as letras para várias canções de trabalho dos bastidores durante a apresentação da banda, em uma boate em Portland, Oregon. O álbum recebeu críticas mistas e pouco tocadas nas rádios. O baixo número de vendas fora do Reino Unido colocou muita pressão sobre o seu contrato com a gravadora Island Records, centrado na melhoria da banda.
Resolvendo as suas dúvidas do período de October (1981), a banda lançou War, em 1983. Um álbum onde a banda transformou o "pacifismo em uma cruzada", a franqueza na inflexibilidade no modo de tocar da guitarra em War, foi intencionalmente contraditório com o synthpop da época. O álbum incluía o single "Sunday Bloody Sunday", uma canção com um contexto político, onde Bono liricamente tentou contrastar os acontecimentos do Domingo Sangrento (1972) com o Domingo de Páscoa. A revista Rolling Stone descreveu que a música mostrava que a banda tinha capacidade de compôr canções profundas e significativas. War foi o primeiro álbum do U2 a apresentar a fotografia de Anton Corbijn, que permanece até atualmente como um dos fotógrafos do U2, tendo uma grande influência sobre sua visão e imagem política. O primeiro sucesso comercial da banda, War, estreou na posição de número 1 no Reino Unido, e seu primeiro single "New Year's Day", foi o primeiro sucesso da banda fora da Irlanda ou do Reino Unido.
Na subsequente War Tour, a banda realizou concertos lotados no continente europeu e nos Estados Unidos. A visão de Bono acenando uma bandeira branca durante as performances de "Sunday Bloody Sunday" tornou-se uma imagem ícone da turnê. O U2 gravou o álbum ao vivo nesta turnê, Under a Blood Red Sky (1983), assim como o filme-concerto Live at Red Rocks: Under a Blood Red Sky (1983), sendo que ambos foram tocados por um longo período de tempo nas rádios e na MTV, ampliando a audiência da banda e mostrando suas proezas como um ato de viver. Seu contrato com a gravadora Island Records estava chegando ao fim, e em 1984, a banda assinou uma renovação de contrato mais lucrativa. Eles negociaram o retorno de seus direitos autorais (de modo que eles possuíssem os direitos de suas próprias canções), um aumento em sua taxa de direitos, e uma melhoria geral em termos, à custa de um maior pagamento inicial.

### O reconhecimento e ascensão musical (1984–85)

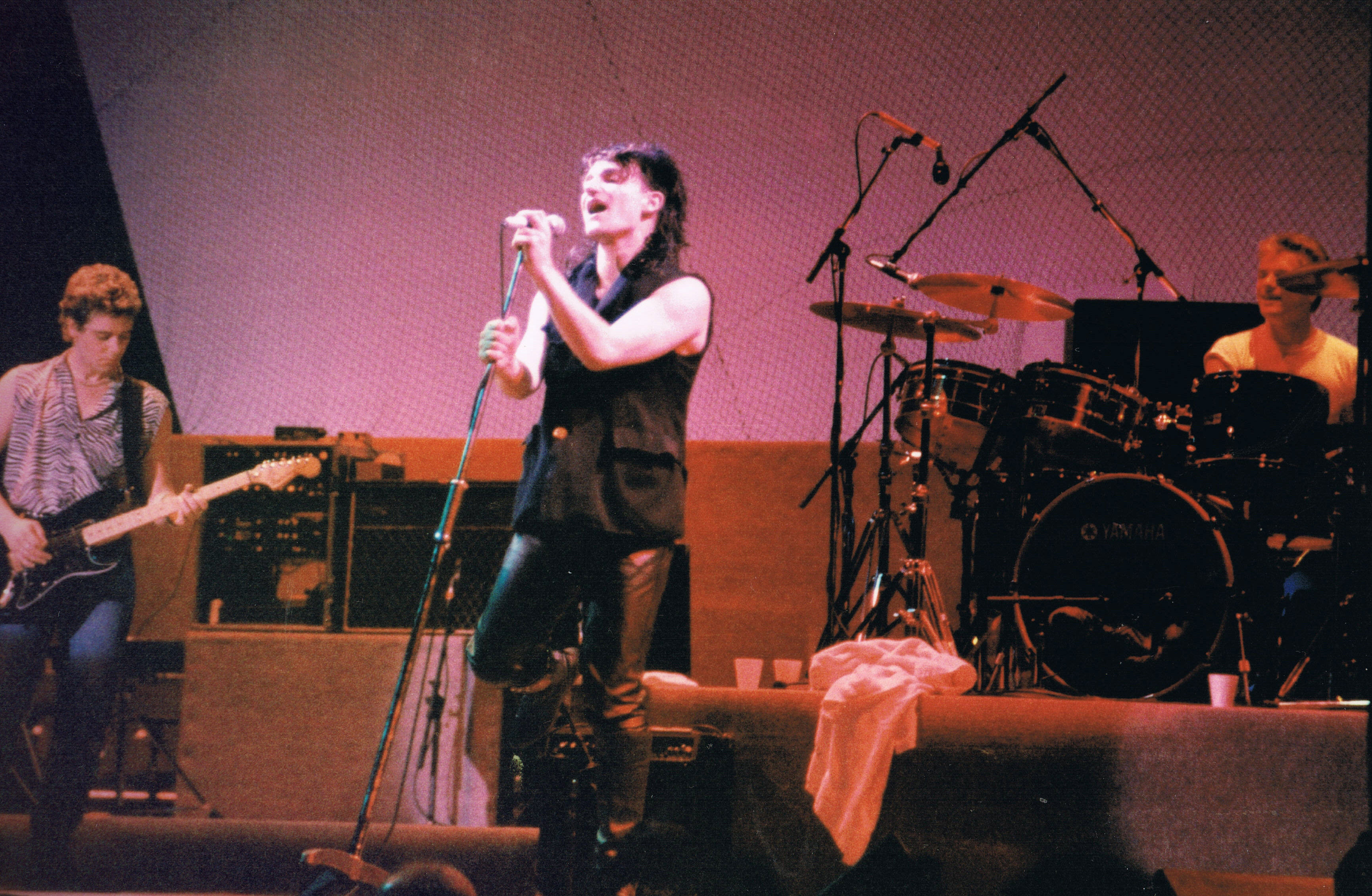
Performance da banda durante a turnê The Unforgettable Fire Tour, em setembro de 1984, no Sydney Entertainment Centre, Austrália.

The Unforgettable Fire foi lançado em 1984. Naquele período, a música ambiente foi a mudança mais marcante no que condiz ao estilo musical da banda. O grupo temia que, após o evidente rock do álbum War e de sua turnê, eles estivessem em risco de tornar-se outro incômodo, como se representassem um slogan de bandas de rock arena. Assim, procuraram a experimentação, como Adam Clayton lembra: "Nós estávamos procurando por algo um pouco mais sério, mais artístico". The Edge admirava o ambiente e as "obras estranhas" de Brian Eno, que, junto com seu engenheiro de áudio, Daniel Lanois, eventualmente concordou em produzir o álbum.
Em parte gravado no Slane Castle, The Unforgettable Fire foi lançado em 1984, no momento em que a mudança mais marcante da banda. The Unforgettable Fire tem um som rico e orquestrado. Sob a direção de Lanois, Mullen tornou-se mais flexível na percussão, no funk e mais sutil; Clayton tornou-se mais subliminar no baixo; as seções rítmicas já não atrapalhavam, porém, fluía em apoio das canções. Complementando a atmosfera sonora, as letras do álbum estavam abertas a muitas interpretações, oferecendo o que a banda chamou de "sensação de grande visão". Devido a uma agenda lotada de gravações, Bono achava que as canções "Bad" e "Pride (In the Name of Love)", como se fossem um esboço/rascunho que não havia terminado. "Pride (In the Name of Love)", era baseado em Martin Luther King Jr., sendo o primeiro single do álbum e tornando-se o maior sucesso da banda até então; inclusive sendo a sua primeira a entrar no top 40 dos Estados Unidos.
Grande parte da turnê The Unforgettable Fire Tour mudou-se para arenas internas, em que a banda começou a ganhar a sua longa batalha para construir seu público. As complexas texturas das novas canções gravadas do álbum, como "The Unforgettable Fire" e "Bad", foram difíceis de traduzir para performances ao vivo. Uma solução foram os sequenciadores programados, já que a banda havia sido relutante em utilizar; mas que agora, eram usados na maioria das performances do grupo. As canções do álbum tinham sido criticadas por serem "incompletas", "vagas" e "sem tema", porém, foi o mais bem recebido pela crítica quando tocado ao vivo no palco.
O U2 participou do Live Aid (1985), um concerto para o alívio da fome na Etiópia no Estádio de Wembley, em julho de 1985. A performance da banda perante a 82 mil pessoas foi um ponto fundamental na carreira do U2. Durante uma apresentação de 14 minutos da música "Bad", Bono pulou do palco para abraçar e dançar com uma fã, tendo uma audiência de milhões de telespectadores, observando o que Bono poderia fazer com o público. Em 1985, a revista Rolling Stone chamou o U2 de a "banda da década de 1980", dizendo que, para um crescente número de fãs de rock n' roll, o U2 tornou-se um dos grupos mais importantes, se não, a mais importante".

### Sucesso internacional da banda (1986–89)
Para seu quinto álbum, The Joshua Tree (1987), a banda queria construir as texturas de The Unforgettable Fire (1984), eles procuraram um som mais duro na batida, dentro da limitação das estruturas musicais convencionais. Consciente de que "o U2 não tinha tradição" e que seu conhecimento musical no seu início era limitado, o grupo aprofundou-se na raiz da música americana e da música irlandesa. Amizades com Bob Dylan, Van Morrison e Keith Richards motivou a banda explorar o blues, música folclórica e música gospel, focando as habilidades de composições e letras de Bono. Para seu quinto álbum, The Joshua Tree, a banda queria construir as mesmas texturas de The Unforgettable Fire, mas buscavam um som mais difícil de atingir, usando as limitações das estruturas das canções. Em 1986 a banda interrompeu suas sessões de gravação do álbum para servir como manchete na ação da Anistia Internacional da turnê A Conspiracy of Hope Tour. Ao invés de ser somente uma distração, a turnê acrescentou uma intensidade extra e foco para seu novo material. Em 1986, Bono viajou para El Salvador e Nicarágua, vendo em primeira mão, o sofrimento dos camponeses intimidados em conflitos internos que foram sujeitos à política da intervenção americana. A experiência tornou-se uma influência importante no novo estilo musical.

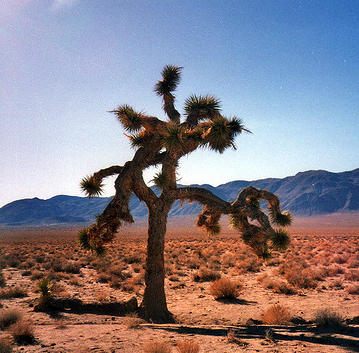
A árvore retratada no encarte do álbum The Joshua Tree. Adam Clayton disse: "O deserto era imensamente inspirador para nós, como uma imagem mental para este registro".

The Joshua Tree foi lançado em março de 1987. O álbum sobrepõe a antipatia americana contra a profunda fascinação do grupo com o país, seus amplos espaços, liberdade e ideais. A banda queria uma música com um sentido de localização e uma qualidade cinematográfica; queria a música do registro e as letras extraídas em imagens criadas por escritores americanos, cujos trabalhos a banda vinha lendo. The Joshua Tree tornou-se um dos álbuns mais vendidos da história das paradas britânicas, liderando a Billboard 200 nos Estados Unidos por nove semanas consecutivas. O primeiro dos singles, "With or Without You" e "I Still Haven't Found What I'm Looking For", rapidamente tornaram-se o hit de número 1 do grupo, nos Estados Unidos. Eles tornaram-se a 4ª banda de rock a ser destaque na capa da revista Time, que declarou o U2 como a "bilheteria mais quente do rock". O álbum ganhou seus primeiros dois Prêmios Grammy, trazendo à banda um novo nível de sucesso. A Rolling Stone citou-o como um dos 500 melhores álbuns de todos os tempos. A The Joshua Tree Tour foi a primeira turnê em que a banda fez concertos em estádios, ao lado de arenas menores.
O álbum e documentário Rattle and Hum (1988), continha imagens gravadas da turnê de The Joshua Tree, e que acompanha o álbum duplo de mesmo nome, inclui nove faixas de estúdio e seis performances ao vivo do U2. Lançado em outubro de 1988, o álbum e o filme foram concebidos como um tributo à música americana, incluindo gravações no Sun Studios em Memphis e performances com Bob Dylan e B. B. King. Rattle and Hum teve uma performance modesta na bilheteria e recebeu críticas mistas de ambos os filmes e críticos musicais; um editor da Rolling Stone falou da excitação do álbum; outros, descrevendo-a como "bombástica e equivocada". O diretor do filme, Phil Joanou, o descreveu como "um olhar pretensioso do U2". A maioria do novo material do álbum foi tocado em 1989, na turnê Lovetown Tour, fazendo shows na Austrália, Japão e Europa, porque a banda queria evitar a reação norte-americana. Além disso, eles cresceram insatisfeitos com suas performances ao vivo; Mullen disse: "Fomos os maiores, mas não fomos os melhores". Com uma sensação de estagnação musical, Bono disse aos fãs em uma das últimas datas da turnê que era "o fim de algo para o U2", e que eles tinham que "ir embora [...] e tudo apenas como um sonho novamente".

### Reinvenção musical e desinibição (1990–94)
Incomodados com a crítica de Rattle and Hum (1988), a banda procurou transformar-se musicalmente. Buscando inspiração na véspera da reunificação alemã, que começou a trabalhar em Achtung Baby no Hansa Studios em Berlim, em outubro de 1990, com os produtores Daniel Lanois e Brian Eno. As sessões foram repletas de conflitos, como a banda argumentou sobre a sua direção musical e a qualidade de seu material. Enquanto Clayton e Mullen preferiram um som semelhante ao trabalho anterior do U2, Bono e The Edge foram inspirados pela música industrial e música eletrônica europeia, e defendeu uma mudança no estilo musical. Semanas de tensão e de progresso lento, chegaram a considerar romper a banda, mas eles fizeram um grande avanço com a redação improvisada da canção "One".

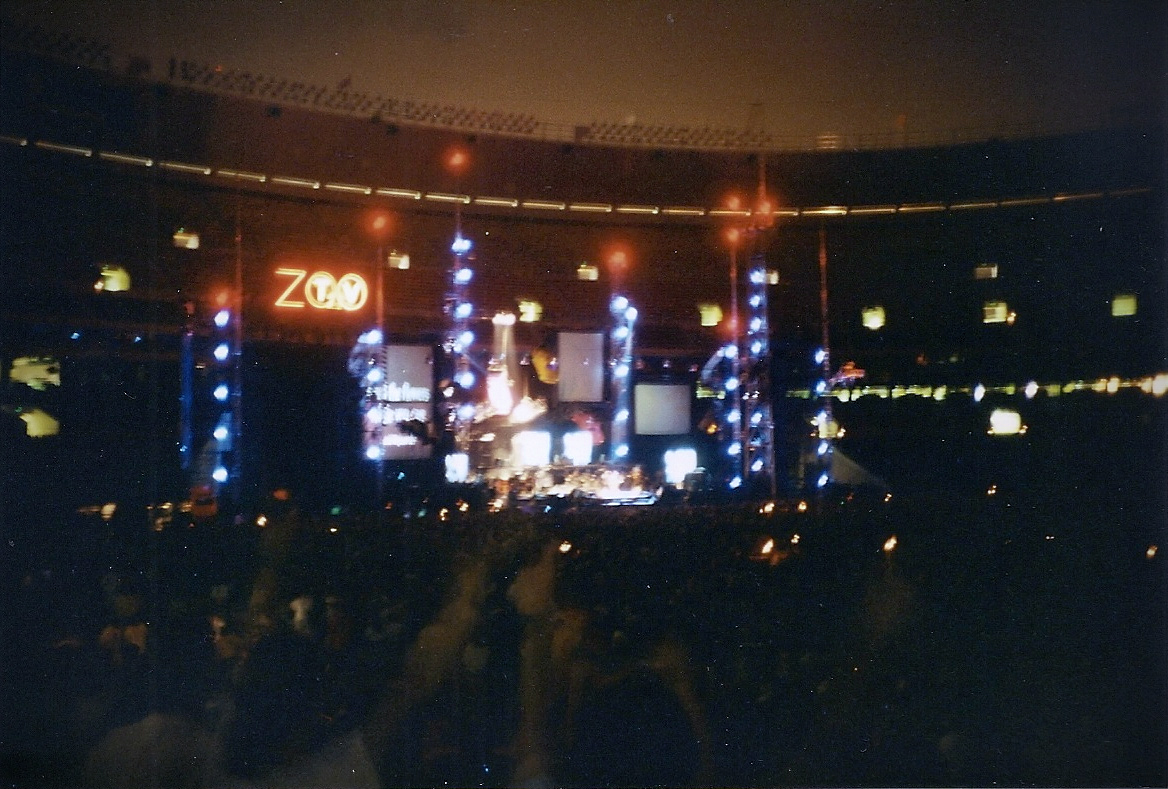
A Zoo TV Tour foi um intenso evento de multimídia, com um palco que usou dezenas de telas de vídeo

Em novembro de 1991, o U2 lançou Achtung Baby. O álbum representou a mudança calculada na direção musical e temática para o grupo; a mudança foi um de seus mais dramáticos desde The Unforgettable Fire. Em termos sonoros, o álbum obtém influências do rock alternativo, dance music e música industrial da época, com a banda referindo-se à sua partida musical como "quatro homens derrubando The Joshua Tree". Tematicamente, foi um registro mais introspectivo e pessoal; era mais sombria, entretanto, às vezes, mais irreverente do que os trabalhos anteriores da banda. Comercialmente e criticamente, tem sido um dos maiores sucessos da banda. Ele produziu cinco singles de sucesso nas paradas, incluindo "The Fly", "Mysterious Ways" e "One", sendo uma parte crucial do início da reinvenção da banda na década de 1990. A Rolling Stone citou-o como um dos 500 melhores álbuns de todos os tempos.
Como Achtung Baby (1991), a Zoo TV Tour de 1992 e 1993, foi uma ruptura inequívoca com o passado da banda. Em contraste com as configurações de estágio austero de eventuais turnês anteriores do U2, a Zoo TV foi um evento elaborado em multimídias. É satirizado o caráter universal da televisão e sua indefinição de notícias, entretenimento, e das televendas, tentando incutir uma "sobrecarga sensorial" em sua audiência. Foi caracterizada por  grandes telas de vídeos, que mostravam os efeitos visuais, videoclipes aleatórios da cultura pop e frases de textos piscando. Considerando que a banda era conhecida por suas sérias performances ao vivo na década de 1980, os concertos da Zoo TV Tour foram intencionalmente ironizadas e auto-depreciativas; no palco, Bono realizava vários personagens, incluindo "The Fly", Mirror Ball Man, e MacPhisto.. Em um dos momentos dos shows, através do personagem MacPhisto, Bono promovia trotes telefônicos, ligando para pizzarias, serviços de táxis ou companhias aéreas e até mesmo políticos locais; em algumas oportunidades, ligava para a Casa Branca na tentativa de falar com o então presidente George H. W. Bush, sem sucesso. Ao vivo por ligação via satélite, mostrava a controvérsia causada na guerra de Sarajevo.
Durante uma pausa da turnê Zoo TV em meados de 1993, o álbum Zooropa deu sequência a muitos dos temas de Achtung Baby e da própria turnê. Inicialmente concebido como um EP, a banda expandiu Zooropa inteiramente em um álbum LP. Foi uma partida ainda maior a partir de seus estilos anteriores, incorporando influência dance e outros efeitos eletrônicos. Johnny Cash participou nos vocais da canção "The Wanderer". A maioria das canções foram tocadas pelo menos uma vez durante as etapas da turnê em 1993, visitando a Europa, Austrália, Nova Zelândia e Japão; metade das faixas do álbum tornaram-se comuns no setlist.

### A influência dopopeletrônico (1995–98)
Após a pausa com mais de um ano pós-término da turnê Zoo TV, a banda lança em meados de 1995 o single "Hold Me, Thrill Me, Kiss Me, Kill Me" (1995), em contribuição à trilha sonora do filme Batman Forever (1995). A canção foi um sucesso, atingindo a posição de número 1 em sete paradas musicais e em cinco países distintos; no "Top 10" em 15 tabelas. Foi nomeado ao Prêmios Globo de Ouro para "Melhor Canção Original de 1995; nomeado ao Prêmio Grammy de 1996, na categoria de "Melhor Canção de Rock" e para Melhor Performance de Rock por um Duo ou Grupo com Vocais. Posteriormente, lançaram um álbum experimental chamado Original Soundtracks 1 (1995), com a colaboração de Brian Eno, contribuindo como um parceiro durante a composição das canções. Devido a sua participação e a natureza altamente experimental do material gravado, a banda optou por lançá-lo sob o pseudônimo de Passengers,  para distingui-lo dos álbuns convencionais do grupo. O baterista Larry Mullen, afirmou que "Há uma linha tênue entre música interessante e auto-indulgente. Nós cruzamos isso na gravação de Passengers". Comercialmente, passaram despercebido no álbum gravado, recebendo críticas geralmente mistas. O álbum também gerou um single de sucesso, "Miss Sarajevo" (1995), com a participação do cantor de ópera italiano Luciano Pavarotti, e que de acordo com Bono, está entre as músicas favoritas dos integrantes. Em setembro daquele ano, o grupo irlandês participou de um concerto beneficente liderado por Pavarotti na cidade de Modena, Itália. Os shows faziam parte da franquia Pavarotti & Friends — sendo este o terceiro concerto — tendo também a participações de Meat Loaf, Simon Le Bon, Michael Bolton, Brian Eno e Dolores O'Riordan, lançado no álbum Pavarotti & Friends for the Children of Bosnia, em prol da guerra da Bósnia. Ainda no embalo dessa inovação musical, lançaram o álbum Melon: Remixes for Propaganda (1995), uma coletânea remix lançado exclusivamente ao fã clube.
O grupo começou a trabalhar em seu nono álbum de estúdio, Pop (1997), convocando os produtores Nellee Hooper, Flood e Howie B. A banda combinou influências contrastantes de cada produtor em suas canções, particularmente com o estilo da música eletrônica de Howie B. O baterista ficou impossibilitado de tocar devido uma cirurgia, fazendo com que os outros membros adotassem diferentes abordagens para composição musical, como por exemplo o uso da programação de loop na bateria e reprodução de amostras fornecidas por Howie B. Após o retorno de Mullen em fevereiro de 1996, o grupo começou a trabalhar novamente em grande parte do material, esforçando-se para completarem as faixas, acabando por perder o prazo estipulado para completar o CD. Para complicar ainda mais, a banda permitiu que o empresário da banda na época, Paul McGuinness, marcasse o início da turnê Popmart Tour (1997–1998) com o álbum incompleto; Bono afirmou que foi "a pior decisão do U2 já feita". Pressionados para completarem o material, adiaram sua data de lançamento pela segunda vez, de dezembro de 1996 a março de 1997, interrompendo o tempo de ensaio da turnê e, trabalhando até os últimos instantes de seu lançamento — mesmo com o tempo adicional de gravação — em março de 1997. O álbum esteve na posição de número 1 em 17 países, vendendo cerca de seis milhões de álbuns mundialmente. A revista Rolling Stone, declarou que a banda tinha desafiado as probabilidades de mudarem seu estilo musical. Em contrapartida, outros acharam que o álbum foi uma grande decepção e as vendas eram baixas em comparação aos seus álbuns anteriores. A banda apressou-se em terminar o álbum a tempo para a turnê iminente pré-agendada, admitindo que "não conseguiram transmitir ao público o que eles queriam", incorporando a cultura de boates, apresentando ritmos dance. O principal single, "Discotheque" (1997), atingiu o número 1 no Reino Unido, Japão e Canadá; entretanto, permaneceu por pouco tempo nos Estados Unidos, apesar de estrear na posição de número 10. Em poucos dias do lançamento de "Discotheque", o grupo anunciou a turnê que iria suportar o álbum. Os ingressos foram vendidos posteriormente, porém, Pop só foi a divulgado em março.
A Popmart Tour iniciou-se em abril de 1997, na cidade de Las Vegas. Da mesma forma satirizante da turnê Zoo TV, Popmart ironizava a cultura pop na intenção de transmitir sarcasticamente, aos que acusaram a banda de consumistas. O palco caracterizava-se através de um arco dourado com uma de altura de 30 metros — semelhante a logotipo da McDonald's — uma tela LED com 46 metros de comprimento por 12 metros de altura — o maior do mundo até aquela época — e o "Mirrorball Lemon", com uma extensão de 12 metros. A ideologia cômica do big stick adotado pelos integrantes em seus shows não satisfez seus fãs, que estavam aparentemente confusos com a utilização do estilo das roupas chamativas, como jaquetas de vinil, chapéu de vaqueiro ou até mesmo nas entradas triunfais de Bono ao palco, vestido com capa de lutador de boxe. Inicialmente, devido ao adiamento do álbum e por consequência, a redução dos ensaios para os concertos, acabou por afetar a qualidade dos espetáculos, chegando ao ponto de tocarem em estádios relativamente vazios em comparação aos parâmetros de quantidade de expectadores da banda, durante a etapa nos Estados Unidos. Em algumas ocasiões, o "Mirrorball Lemon" não funcionava — na qual emergia a banda nos encores, prendendo-os dentro. Apesar das críticas mistas e adversidades da turnê, Bono considerou Popmart "melhor do que Zoo TV, do ponto de vista visual, e com um projeto artístico e filosófico mais transparente".
A etapa na Europa obteve dois concertos notórios. O primeiro, foi o show realizado em 20 de setembro de 1997, na comuna italiana de Régio da Emília, tocando a um público com de mais de 150 mil pessoas, estabelecendo um recorde mundial de maior audiência paga para um show. O segundo, foi o concerto do U2 em Sarajevo em 23 de setembro, tornando-os o primeiro grupo musical a organizar um show no pós-guerra da Bósnia. Larry Mullen descreveu o acontecimento como "uma experiência que nunca mais esquecerei para o resto de minha vida, e se eu tivesse que passar 20 anos na banda apenas para tocar esse show, eu faria isso, acho que valeria a pena". Bono afirmou que o show "foi uma das mais difíceis e ao mesmo tempo, das melhores noites da minha vida". A turnê concluiu em março de 1998, adquirindo uma receita bruta de 171 milhões de dólares e aproximadamente quatro milhões de ingressos vendidos. No mês seguinte, os integrantes apareceram no 200º episódio (1998) da série Os Simpsons, na qual o personagem Homer Simpson interrompe uma apresentação do grupo na turnê Popmart. Em novembro de 1998, a banda lançou seu primeiro álbum greatest hits, The Best of 1980-1990 (1998), lançando como single uma regravação da canção "Sweetest Thing" (1998). O álbum alcançou as mais altas vendas na primeira semana nos Estados Unidos, com "Sweetest Thing" liderando as paradas musicais na Irlanda e no Canadá. O filme-concerto Popmart: Live from Mexico City (1998), foi lançado alguns dias após o greatest hits.

### O retorno à graça (98–2002)
Após o sucesso misto da década de 1990, o grupo decidiu simplificar seu estilo sonoro; The Edge afirmou que com lançamento do álbum Pop (1997), a banda "perdeu a sua verdadeira musicalidade no rock". Para o décimo álbum de estúdio, All That You Can't Leave Behind (2000), o grupo queria retomar ao seu rock tradicional "tocando todos juntos em uma sala". Reunindo-se com Eno e Lanois, eles começaram a trabalhar no álbum no final de 1998. Depois de suas experiências negativas com a pressão de finalizar Pop, a banda se contentou em trabalhar sem prazos. Com o cronograma limitado de Bono com seus compromissos com o perdão de dívidas internacionais no Jubilee 2000, os outros membros da banda decidiriam passar tempo com seus familiares, com as sessões de gravações estendendo-se até agosto de 2000.
Lançando em outubro de 2000, Leave Behind foi considerada a terceira obra-prima do U2 — ao lado de The Joshua Tree (1987) e Achtung Baby (1991), vendendo aproximadamente 12 milhões de cópias mundialmente. Para muitos dos que não foram conquistados pelas incursões da banda na década de 90, foi considerado um retorno à graça. O álbum estreou na posição de número 1 em 32 países, estando na posição de número 280 na lista dos "500 Melhores Álbuns de Todos os Tempos" e de número 13 nos "100 Melhores Álbuns da Década de 2000", pela revista Rolling Stone; levou certificação de quádrupla Platina nos Estados Unidos, tripla Platina no Reino Unido e conseguindo vender três milhões de cópias no continente europeu; Ganhou o Prêmio Grammy de "Melhor Álbum de Rock" de 2002. Do álbum, foram lançados quatro singles de sucesso: "Beautiful Day" (ganhou três Prêmios Grammy: de "Melhor Performance de Rock por um Duo ou Grupo com Vocais", "Canção do Ano" e "Gravação do Ano"), sendo considerado uma das "500 Melhores Canções de Todos os Tempos", na posição de número 345 e na posição de número 9 nas "100 Melhores Canções da Década de 2000". "Elevation" (ganhou um Prêmio Grammy de "Melhor Performance de Rock por um Duo ou Grupo com Vocais"), "Stuck in a Moment You Can't Get Out Of" (ganhou um Prêmio Grammy de "Melhor Performance de Pop por um Duo ou Grupo com Vocais"), e "Walk On" (ganhou um Prêmio Grammy de "Gravação do Ano"). Na cerimônia de premiação, Bono declarou que a U2 estava "voltando ao trabalho [...] da melhor banda do mundo".

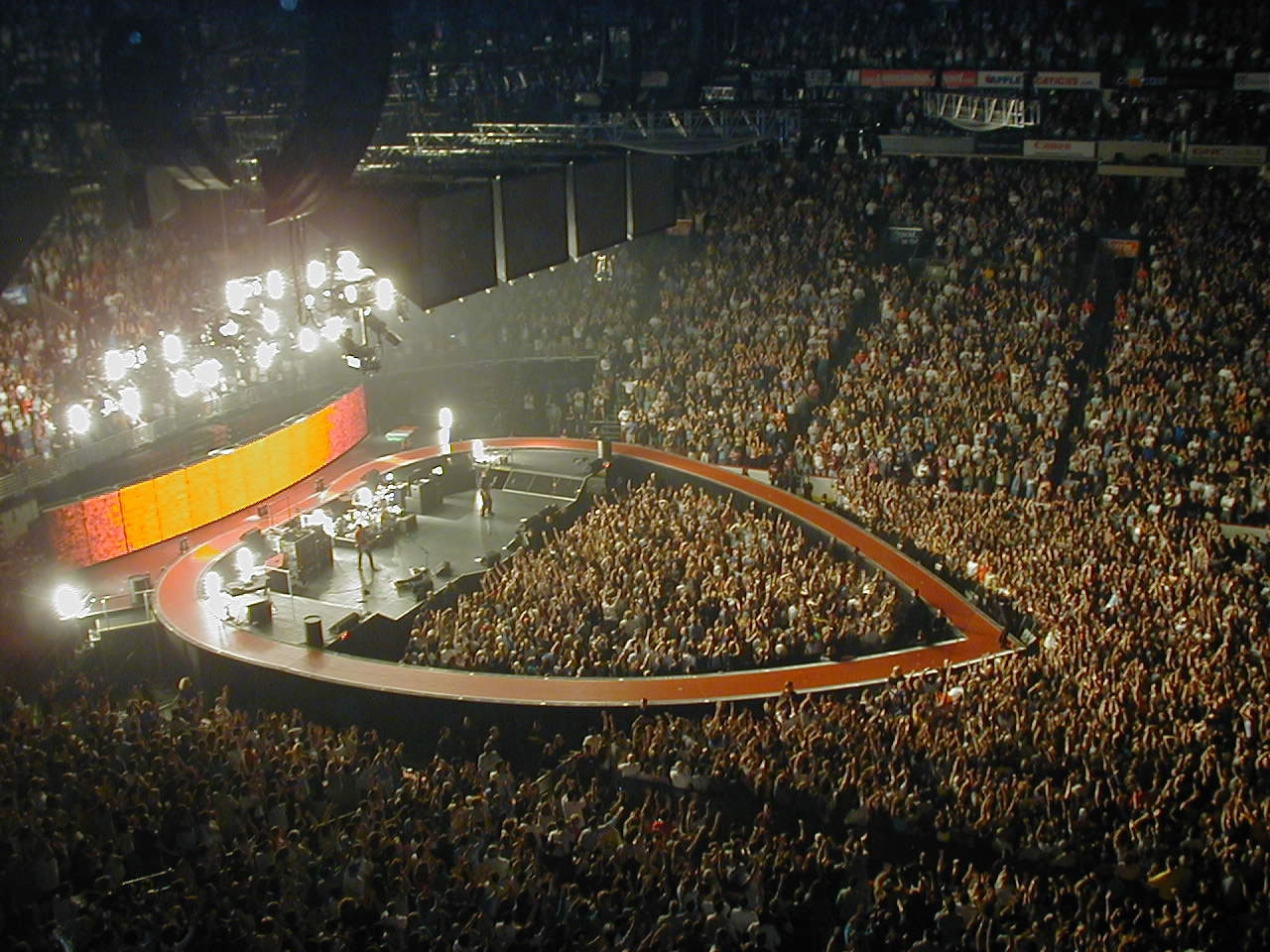
Em contraste com as elaboradas produções no estádio das duas últimas turnês da banda, a Elevation Tour foi mais simples, com uma rampa em forma de coração ao redor do palco. Apresentação da banda no Wells Fargo Center, em junho de 2001.

A Elevation Tour começou em março de 2001, em três etapas e uma turnê promocional. Para a turnê, o U2 optou por ambientes reduzidos, retornando às arenas após quase uma década de produções em estádios. Com foco em temas de "contato emocional, conexão e comunicação" com o álbum, o conjunto da turnê foi projetado para permitir ao grupo uma maior proximidade com o público; uma rampa em forma de coração ao redor do palco estendendo-se ao público, enquanto que alguns espectadores circundados na parte interna do palco estendido, e acréscimo de assentos foram oferecidos na passagem estadunidense pela primeira vez na história do grupo. Durante a turnê a banda realizou um par de concertos no Slane Castle, na Irlanda, totalizando a um público de 80 mil pessoas. Após os ataques de ataques de 11 de setembro, Leave Behind encontrou ressonância adicionada com o público americano, à medida que o álbum subia nas paradas musicais e canções como "Walk On" e "Peace on Earth" obtidas nas rádios. Em outubro, tocaram no Madison Square Garden em Nova Iorque pela primeira vez desde os atentados. Bono e The Edge disseram que esses shows estavam entre os seus desempenhos mais memoráveis e emocionais. A Elevation Tour arrecadou no ano 109,7 milhões de dólares, sendo o segundo maior em uma turnê norte-americana na época, totalizando 143,5 milhões de dólares mundialmente, com 2,18 milhões de ingressos vendidos. A revista Spin nomeou U2 como a "Banda do Ano" em 2001, dizendo que  "uma banda de meia-idade ensinando sobre como realizar um show de rock".
Em 3 de fevereiro de 2002, o grupo realizou durante o halftime show do Super Bowl XXXVI. Em homenagem àqueles que morreram nos ataques de 11 de setembro, os nomes das vítimas foram exibidos em um pano de fundo, e no final, Bono abriu sua jaqueta para revelar uma bandeira americana no revestimento. A Sports Illustrated, Rolling Stone e USA Today classificaram o desempenho da banda como o melhor halftime show na história do Super Bowl. Em novembro de 2002, a banda lançou sua segunda greatest hits, The Best of 1990-2000 (2002), que contou com várias músicas remixadas de 1990 e duas novas faixas, incluindo o single "Electrical Storm".

### "O primeiro álbum de rock em anos" (2003–06)
|                                                    | "Vertigo" (2004) A canção "Vertigo" contém um riff agressivo, tornou-se um sucesso mundial e foi utilizado em uma promoção cruzada com a Apple. |
| Problemas para escutar este arquivo? Veja a ajuda. | |

Com o foco em reproduzir uma sonoridade mais sofisticada em relação ao seu álbum anterior, o grupo começou a gravar seu décimo primeiro álbum de estúdio, How to Dismantle an Atomic Bomb (2004), em fevereiro de 2003 com o produtor Chris Thomas. Após nove meses de trabalho, a banda teve o material de um álbum pronto para lançamento, mas eles não estavam satisfeitos com os resultados; Mullen disse que as canções "não tinham magia". Posteriormente, a banda recrutou Steve Lillywhite para assumir a cargo de produtor na cidade de Dublin, em janeiro de 2004. Lillywhite, junto com o assistente Jacknife Lee, passaram seis meses re-editando as canções e encorajando melhores desempenhos em estúdio. Vários outros produtores também receberam créditos no álbum, incluindo Daniel Lanois, Brian Eno, Mark "Flood" Ellis, Carl Glanville e Nellee Hooper. Bono reconheceu que o envolvimento de múltiplos produtores interferia na "harmonia sonora" que foram gravadas.
Lançado em novembro de 2004, Atomic Bomb recebeu críticas favoráveis, vendendo aproximadamente 10 milhões de exemplares, sendo o quarto álbum mais vendido pelo U2. Tematicamente, o álbum apresentava canções sobre a vida, amor, morte, guerra, fé e sobre família; com Bono afirmando que algumas das canções são "hinos que abordam a ingenuidade, rejeitando a sabedoria". O álbum estreou na posição de número 1 em 30 países, incluindo os Estados Unidos, onde as vendas na primeira semana foram de 840 mil cópias — quase o dobro de cópias vendidas de All That You Can't Leave Behind, estabelecendo um recorde pessoal da banda; estando na posição de número 68 dos "100 Melhores Álbuns da Década de 2000", pela Rolling Stone. levou certificação de tripla Platina nos Estados Unidos, quadrupla Platina no Reino Unido, quíntupla Platina no Canadá, certificação de décupla Platina na Irlanda, e em outros países. Ganhou dois Prêmios Grammy, na categoria de "Álbum do Ano" e "Melhor Álbum de Rock". Do álbum, foram lançados quatro singles de sucesso: "Vertigo" (ganhou três Prêmios Grammy: de "Melhor Vídeo Musical", "Melhor Canção de Rock" e "Melhor Performance de Rock por um Duo ou Grupo com Vocais"), sendo considerado uma das "100 Melhores Canções da Década de 2000". "Sometimes You Can't Make It on Your Own" (ganhou dois Prêmios Grammy: de "Canção do Ano" e "Melhor Performance de Rock por um Duo ou Grupo com Vocais"), "City of Blinding Lights" (ganhou um Prêmio Grammy de "Melhor Canção de Rock"). e "All Because of You" — não obteve nenhum prêmio, entretanto, estando presente em várias paradas musicais, alcançando a posição de número 1 no Canadá e Estados Unidos. Em março de 2005, a banda foi introduzida no Rock and Roll Hall of Fame pelo Bruce Springsteen em seu primeiro ano de elegibilidade. Durante seu discurso, Springsteen disse que a banda havia "acabado com as chances de continuar fazendo o 'melhor' trabalho e de permanecer no topo das paradas musicais durante seus 25 anos de carreira".
Após uma doença súbita com a filha de The Edge, o grupo decidiu adiar a programação de turnê para acomodar seu tratamento, e de quebra, as pré-vendas dos ingressos no site oficial do grupo estavam com problemas, já que os membros subscritores encontraram falhas técnicas e disponibilidade limitada dos bilhetes. A Vertigo Tour começou em março de 2005, se dividindo em cinco etapas. A rampa em forma de headphones substituía ao palco estendido anterior — em forma elíptica de coração do Elevation Tour, apresentando telas em LED e cortinas de vídeo retráteis ao redor do palco, enquanto em estádios usavam-se enormes tela de vídeo de LED. Os setlists da turnê variaram mais se comparado à turnê anterior, incluindo músicas que não haviam tocado a décadas. Como seu antecessor, a Vertigo Tour foi um sucesso comercial, classificando como o melhor turno de 2005, arrecadando cerca de 260 milhões de dólares. Em fevereiro de 2006, retomaram à turnê com na etapa latino-americana, contribuindo para o lançamento do filme-concerto U2 3D (2008). lançado nos cinemas quase dois anos depois e o primeiro 3D em formato digital. Em setembro de 2006, o U2 com participação da banda Green Day se apresentaram no Louisiana Superdome antes do jogo de futebol da NFL, no primeiro jogo em casa do time New Orleans Saints, desde o furacão Katrina. As duas bandas fizeram um cover da canção "The Saints Are Coming", da banda The Skids, durante o desempenho do single beneficente. que alcançou o número um na Austrália e em toda a Europa. O grupo também lançou uma autobiografia oficial, U2 by U2 (2006), e mais tarde, lançando em novembro de 2006 o seu terceiro greatest hits, U218 Singles (2006). A turnê concluiu em dezembro de 2006, tendo vendido 4,6 milhões de ingressos e tendo ganho 389 milhões de dólares, o segundo mais alto da época.
Em agosto de 2006, a banda incorporou seu negócio editorial nos Países Baixos após o nivelamento da isenção dos artistas irlandeses no imposto de 250 mil euros. The Edge afirmou que as empresas, muitas vezes, buscavam minimizar os seus encargos fiscais. O movimento foi criticado pelo parlamento irlandês. A banda disse que a crítica era injusta, afirmando que aproximadamente de 95% de suas atividades teve lugar fora da Irlanda, que fossem tributadas a nível mundial devido a isso, e que estavam "todos os investidores pessoais e empregadores no país". Em março de 2008, o U2 assinou um contrato de 12 anos com a Live Nation; o valor não foi revelado oficialmente, mas foi estimado em cerca de cem milhões de dólares. Isso inclui o controle da Live Nation sobre a mercadoria da banda, patrocínio e seu site oficial.

### Música experimental e declínio comercial (2007–11)

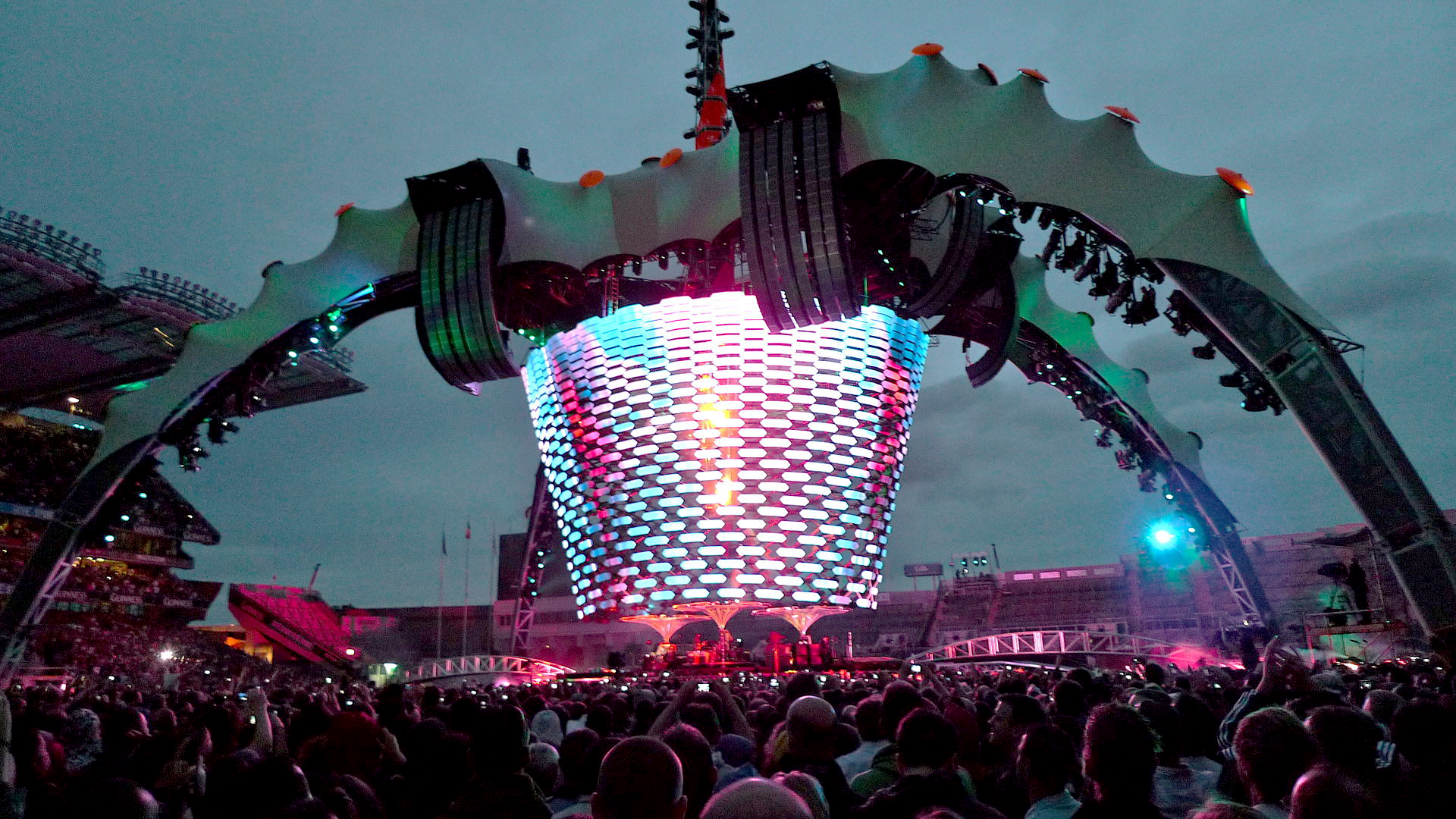
A estrutura do palco da U2 360° Tour, o maior já construído, permitiu uma configuração 360°.

A gravação para o décimo segundo álbum de estúdio do U2, No Line on the Horizon (2009), começou com o produtor Rick Rubin em 2006, mas as sessões foram de curta duração e o material foi arquivado. Em junho de 2007, a banda começou as novas sessões com Brian Eno e Daniel Lanois, que contribuíram não só como produtores, mas pela primeira vez com o U2, como compositores também. A gravação continuou até dezembro de 2008 nos Estados Unidos, Reino Unido, Irlanda e Fez, no Marrocos, onde a banda explorou a música norte africana. Pretendia ser um trabalho mais experimental do que seus dois álbuns anteriores, sendo lançado em fevereiro de 2009, recebendo críticas positivas, incluindo a sua primeira revisão de cinco estrelas da Rolling Stone. Os críticos, no entanto, observaram que não era tão experimental como o esperado. O álbum estreou no número 1 em mais de 30 países, mas as vendas do álbum foram relativamente baixas para os padrões da banda e não continha um single de sucesso.
A turnê U2 360° Tour começou em junho de 2009, consistido por 7 etapas, perdurando até meados de 2011. A turnê contou com a maior estrutura de palco em concertos, apelidado de "garra", permitindo que o público cercasse totalmente o palco. A turnê visitou os estádios da Europa e Estados Unidos em 2009. No final do ano, a Rolling Stone disse que o U2 era um dos oito "Artistas da Década". A turnê da banda os classificou na segunda posição em total de concertos da década, atrás de The Rolling Stones, embora a banda tivesse um lucro significativamente acima em comparação aos Stones. Eles foram a única banda do "top 25" da década de 2000, a vender por fora cada show que eles tocaram. O U2 retomou a 360º Tour em 2010, com as etapas na Europa, Austrália e Nova Zelândia. No entanto, sua aparência em manchete agendada ao Festival de Glastonbury 2010 e sua etapa norte-americana naquele ano, foram adiadas após uma lesão séria que Bono sofreu. Estas aparições foram reprogramadas para 2011, após a etapa sul-africana e América do Sul e do Festival de Glastonbury 2011. A turnê foi concluída em julho de 2011, com uma renda bruta de mais de 736 milhões de dólares para um público total de 7.2 milhões de espectadores, com ambos os valores recorde para uma única turnê. A revista Forbes estima que a banda ganhou 78 milhões de dólares, entre maio de 2011 e maio de 2012, tornando-se o quarto artista musical mais bem pago.

### A era digital:Songs of... (2013–presente)
Em novembro de 2013, o empresário de longa data da banda, Paul McGuinness, desceu de seu posto como parte de um acordo com a Live Nation, para adquirir sua empresa de gestão, Principle Management. McGuinness, que trabalhou por 35 anos com o grupo, foi sucedido por Guy Oseary.
No fim de 2013, a banda interrompeu as gravações do álbum para gravar a canção "Ordinary Love" em homenagem a Nelson Mandela, como parte da trilha sonora do filme Mandela: Long Walk to Freedom (2013), ganhando o Globo de Ouro para "Melhor Canção Original" de 2014. No início de 2014, em parceria com a organização não governamental, (Red), também co-fundada por Bono, e com o Bank of America, a banda lançou a canção "Invisible". Divulgada inicialmente no intervalo do Super Bowl XLVIII, o trabalho foi disponibilizado gratuitamente para download por 36 horas no iTunes. Para cada download realizado, o Bank of America se comprometeu a doar ao Fundo Global. Após o período para downloads, a iniciativa arrecadou cerca de três milhões de dólares.
Em 9 de setembro de 2014, a banda anunciou sem aviso prévio o lançamento do décimo terceiro álbum de estúdio, Songs of Innocence (2014), sendo anunciada em um evento da Apple, lançado no mesmo dia, gratuitamente aos clientes do iTunes. O lançamento fez o álbum disponível para mais de 500 milhões de clientes do iTunes em que o diretor executivo, Tim Cook, afirmou que o álbum "seria o maior lançamento do álbum de todos os tempos". A Apple teria pago à Universal Music Group e ao U2 um montante fixo para um período de exclusividade de cinco semanas, gastando 100 milhões de dólares em uma campanha promocional. Produzido por Danger Mouse, Paul Epworth, Ryan Tedder, Declan Gaffney e colaborador de longa data, Flood, Innocence relembra a juventude dos membros do grupo na Irlanda, em homenagem as inspirações musicais, sobre a infância, amores e arrependimentos; Bono descreveu como "o álbum mais pessoal que eu escrevi". Parte da imprensa e os consumidores criticaram a estratégia de lançamento do álbum, incluindo-o automaticamente nas contas dos usuários do iTunes sem o consentimento dos mesmos. A turnê da banda foi interrompida, após Bono ficar gravemente ferido em um acidente de bicicleta no Central Park, em 16 de novembro de 2014, com fraturas no ombro, úmero, órbita e no dedo mínimo. Na época, Bono afirmou que era incerto se ele poderia ou não ser capaz de tocar guitarra novamente. O álbum foi nomeado ao Prêmio Grammy de "Melhor Álbum de Rock" de 2015.

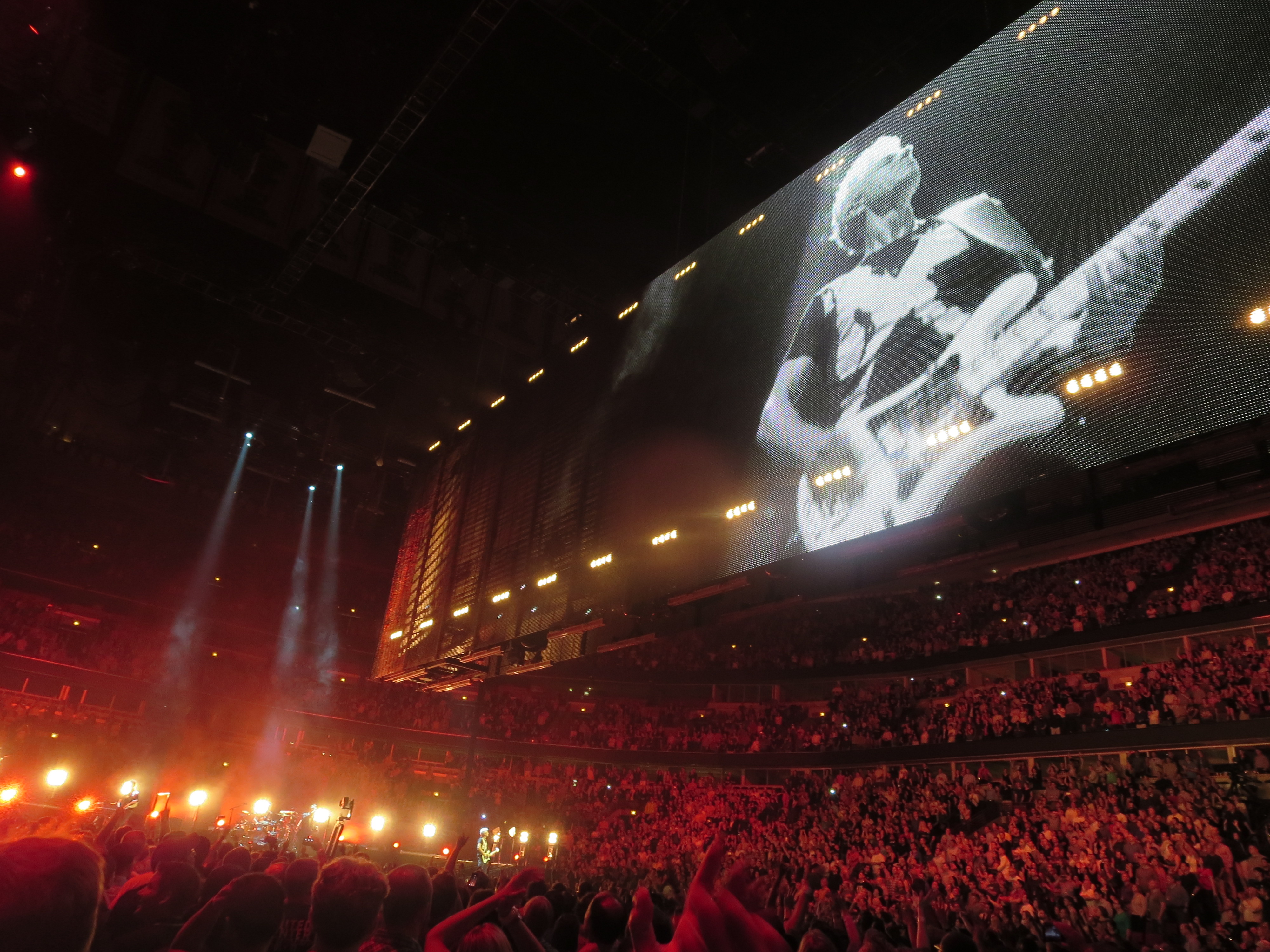
O palco se caracteriza pela tela de vídeo em dupla-face superior e, paralelo a uma passagem que liga o palco principal a outro, permitindo uma maior aproximação com o público

A banda embarcou na turnê Innocence Tour em apoio ao álbum, dando início em maio de 2015. Composta por duas etapas e 76 shows, a turnê visitou arenas na América do Norte e Europa, entre maio a dezembro de 2015. O grupo estruturou seus concertos em torno de uma narrativa solta de "inocência" a passar para "experiência", com um setlist fixo de canções para o primeiro semestre de cada show, e uma segunda metade variável, separadas por um intervalo. O palco media o comprimento do piso local e foi dividido em três seções: Um palco retangular principal, um palco auxiliar circular menor e uma passagem que conectava os dois palcos anteriores. A tela de vídeo dupla face com 30 metros de comprimento foi suspendida e paralela à passagem; a estrutura conta com uma passarela interior entre as telas, permitindo que os membros da banda pudessem tocar entre as projeções de vídeo. O sistema sonoro foi transferida para os limites máximos do ambiente e dispostos em uma matriz oval, na esperança de melhorar a acústica uniformemente à distribuição de som por toda a arena. No total, a turnê arrecadou mais de 152 milhões de dólares e mais de 1.29 milhões de bilhetes vendidos. Os dois shows de encerramento da turnê, em Paris, foram remarcadas propositalmente devido aos ataques de novembro de 2015 em Paris, sendo filmado para transmissão pela rede de televisão americana HBO.

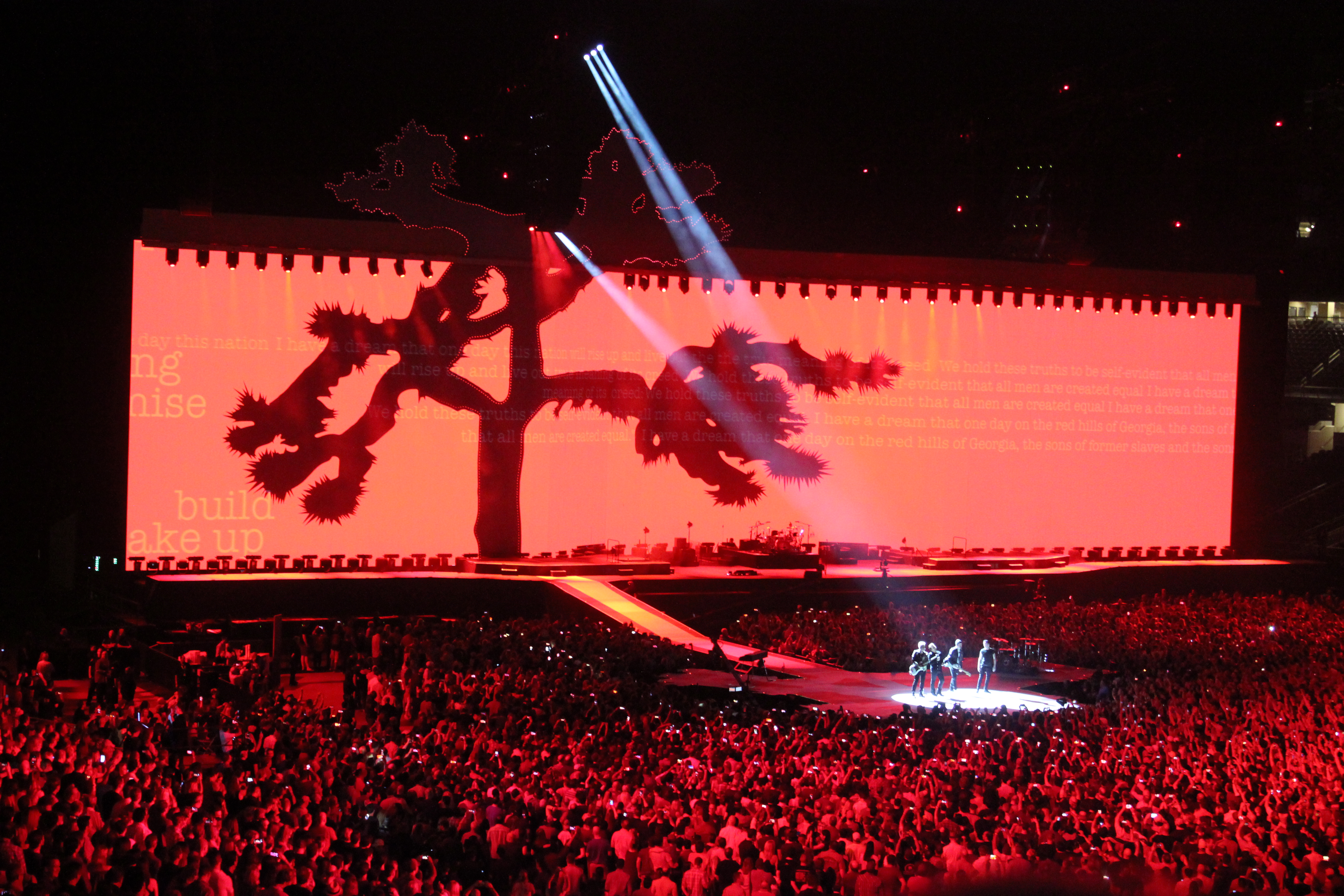
Palco da turnê The Joshua Tree Tour em 2017, em comemoração aos 30 anos da turnê The Joshua Tree Tour, com o logo da turnê, a árvore de Josué.

Em janeiro de 2017, o grupo oficializou o retorno do The Joshua Tree Tour, na qual consiste as canções de The Joshua Tree (1987) no setlist principal de seus concertos. O 30º aniversário da turnê começou em maio de 2017, na cidade de Vancouver, no Canadá; finalizou em dezembro de 2019 em Bombaim, Índia. A digressão consistiu em cinco etapas: duas na América do Norte, Europa, América Latina, Oceania e Ásia. O sistema de enquadramento do palco foi usado para construir um telão de 60 metros de largura 15 metros de altura, com dimensões semelhantes a tela LED da turnê Popmart Tour, porém, com uma resolução 400x superior. A turnê caracteriza-se pela temática em algumas canções — assemelhando-se a personagens da turnê Zoo TV Tour, como o "The Fly", "Mirror Ball Man" e "MacPhisto" — adotando a personalidade do personagem "Shadow Man", da série ao estilo faroeste da década de 1950, Trackdown. Durante a performance da canção "Exit", Bono usa um terno preto e um chapéu coco (semelhante ao de Charlie Chaplin), sendo um "pequeno homem" visitando uma cidade, prometendo que irá construir um muro em torno deles para protegê-los de um suposto apocalipse, em referência a Donald Trump.
Ao longo da digressão, a banda apresentava-se também em programas reality shows, tocando algumas das canções que até aquele momento seriam lançadas no futuro álbum. Como parte do itinerário da turnê, o grupo também fez uma aparição no Bonnaroo Music Festival. Por fim, o encerramento da turnê consolidou-se em outubro de 2017, na cidade de São Paulo, com uma renda bruta de mais de 316 milhões de dólares e mais de 2.7 milhões de espectadores, alcançando a posição de número 12 no ranking de turnês musicais de maior bilheteria. A turnê foi nomeada na categoria de "Best Live Act" da MTV Europe Music Awards de 2017. Ganhou o prêmio LOS40 Music Awards de "Turnê do Ano" em 2017, sendo a turnê mais lucrativa do ano.
|                                                    | "You're the Best Thing About Me" (2017) Na contexto de sua composição, o single faz referência ao distanciamento de alguém aos seus entes queridos. |
| Problemas para escutar este arquivo? Veja a ajuda. | |

A partir de 2016 foi que boa parte do material estava sendo concluída. Assim como em Innocence, Ryan Tedder também fazia parte da equipe de produção musical do décimo quarto álbum de estúdio. A princípio, estava previsto para ser lançado no final de 2016, entretanto, decidiram adiá-lo por questões sócio-políticas conservadoras, como o voto da saída do Reino Unido da União Europeia, assim como a re-avaliação do álbum caso precisasse ser ajustado em algum aspecto, aproveitando a ocasião para realizar possíveis ajustes no álbum. Depois de re-ensaiarem, em março de 2017 entraram para gravar no Electric Lady Studios, em Nova York, com a presença do produtor de longa data da banda, Steve Lillywhite, re-escrevendo novas músicas como um todo. Em maio de 2017, o grupo começou a turnê de 30 anos da The Joshua Tree Tour, executando em alguns concertos algumas das futuras canções incluídas no álbum. Tematicamente, Songs of Experience explora a maturidade e também uma coleção de cartas escritas por Bono às pessoas mais íntimas naquela época. Bono re-escreve as letras com um contexto político, afirmando refletir uma "luta mortal", durante a gravação do álbum.
Como prévia do futuro material a ser lançado, disponibilizaram o primeiro single, "You're the Best Thing About Me" (2017), no início de setembro. O hit alcançou várias paradas musicais, com destaque na Adult Alternative Songs, da Billboard. Em dezembro foi lançado Songs of Experience (2017) através da parceria com a Apple. McCormick, do The Daily Telegraph, publicou que o álbum estaria repleto de "grandes riffs substanciais combinados com coro musical [...] Experience não é um trabalho de homens jovens. Mostra a maturidade e segurança do grupo, tocando canções de paixão e com propósitos". Esteve presente em 38 tabelas musicais, nas quais lideraram 12 somente pela Billboard. Segundo a Forbes, foi o sexto álbum mais vendido mundialmente em 2017, com cerca de 1.3 milhões de cópias vendidas em apenas um mês. A segunda promo foi a canção "Get Out of Your Own Way" (2018), tendo como participação do rapper americano Kendrick Lamar ao final da faixa musical.

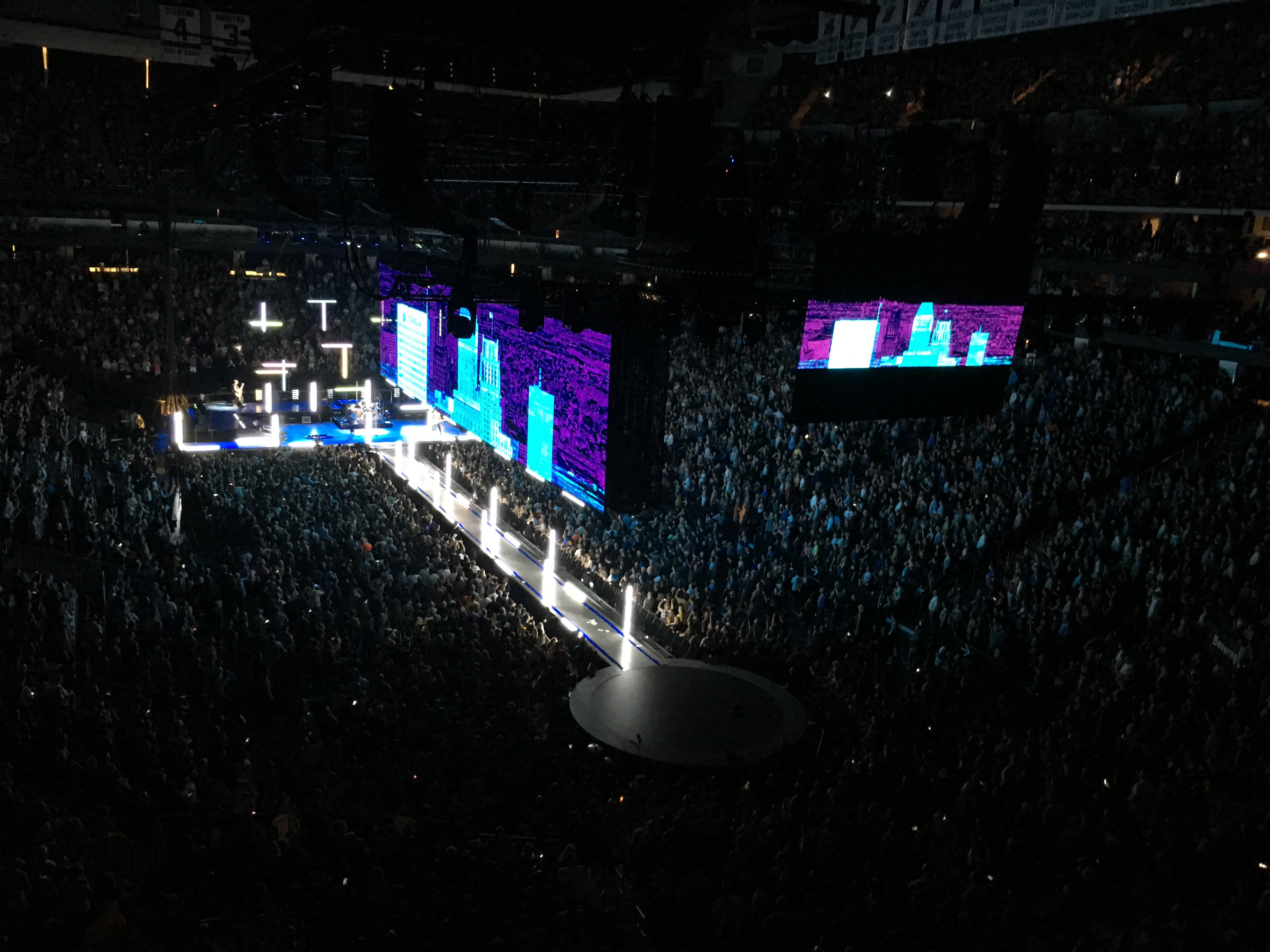
Apresentação durante a Experience Tour na cidade de Newark, em junho de 2018.

A partir de maio de 2018, deram início à turnê Experience Tour, sendo dividida em apenas duas etapas. Assim como a turnê passada, reprisa a mesma configuração geral do palco da Innocence Tour, incluindo um palco principal retangular, um palco estendido em formato circular na extremidade e, uma passarela que os conectam. Entretanto, durante a Experience Tour caracterizou-se pela inovação tecnológica durante os concertos, proporcionando o que chamaram de "realidade aumentada", através de um aplicativo móvel, sobrepondo imagens geradas por computador captadas pela câmera de um telefone celular. Outra característica da turnê, foi o retorno do personagem MacPhisto – representando o diabo – criado por Bono durante a turnê Zoo TV. Durante a atuação do personagem no show, MacPhisto comenta sobre acontecimentos recentes nos Estados Unidos, como a manifestação Unite the Right de 2017, ao citar as letras da canção "Sympathy for the Devil" (1968), dos The Rolling Stones. Em 2019, a banda lançou o single "Ahimsa" com o músico indiano A. R. Rahman para promover seu show de dezembro na Índia. Ao final da turnê, arrecadaram 73,8 milhões de dólares e venderam 567 mil ingressos, elevando o total cumulativo de suas turnês de 30 anos para 390,8 milhões arrecadados e 3,3 milhões de ingressos vendidos.
Em outubro de 2022, vários meios de comunicação relataram que o U2 estava em discussões para assinar com Irving Azoff e seu filho Jeffrey da Full Stop Management, após o fim do mandato de nove anos de Guy Oseary como empresário da banda.

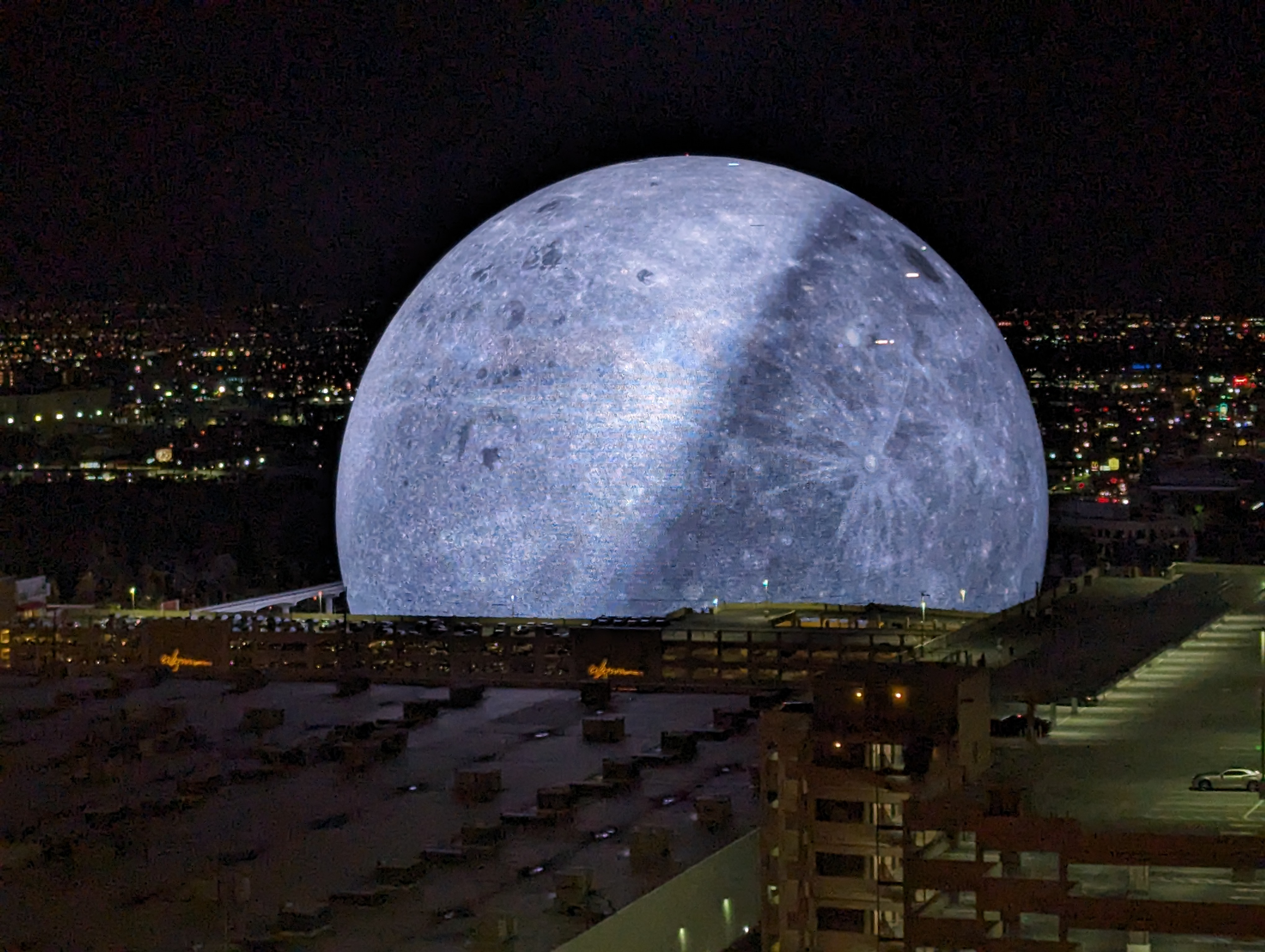
Sphere no Venitian Resort, onde o U2 realiza uma turnê em residência de 25 shows em 2023.

Durante um período de dois anos durante os lockdowns devido à pandemia de COVID-19, o grupo trabalhou em Songs of Surrender (2023), um álbum de regravações com 40 músicas de seus materiais anteriores. Em um grande esforço de Edge e Bono, o álbum foi gravado com colaboradores como Bob Ezrin, Duncan Stewart, Declan Gaffney e Stjepan Hauser. As canções reinterpretadas apresentam arranjos acústicos, em tons e tempos diferentes e muitas vezes com letras reescritas. O projeto foi concebido como um complemento ao livro de memórias de Bono, Surrender: 40 Songs, One Story, que foi lançado em novembro de 2022. Nesse mesmo mês, Bono embarcou em uma turnê do livro chamada "Stories of Surrender", inicialmente consistindo em 14 datas nos Estados Unidos alguns países da Europa. Durante os shows, Bono tocou suas novas versões que espelhavam aqueles de Surrender. O lançamento do álbum coincidiu com um documentário de televisão, Bono & The Edge: A Sort of Homecoming, With Dave Letterman, que estreou no Disney+. Em abril, Bono retomou a turnê do livro com uma residência de 11 shows no Beacon Theatre em Nova York.
De setembro a dezembro de 2023, o U2 deu início à turnê de residência, U2:UV Achtung Baby Live at Sphere, inaugurado no Sphere no Venitian Resort, em Las Vegas Valley, com previsão de 25 shows. A série de concertos foi anunciada durante um anúncio de televisão do Super Bowl LVII. As apresentações serão focadas no álbum Achtung Baby (1991) e aproveitarão os recursos imersivos de vídeo e som do local, incluindo uma tela LED interna imersiva com resolução 16K, alto-falantes com tecnologias de formação de feixe e síntese de campo de onda e em efeitos físicos em 4D. O baterista Mullen, entretanto, não participou dos shows devido a sua recuperação pós-operatória, marcando a primeira vez desde 1978 que o U2 se apresentará sem ele; O baterista holandês Bram van den Berg da banda de rock neerlandesa Krezip, o substituiu. Como divulgação, o grupo lançou o single "Atomic City" (2023), inspirado em Las Vegas.

## Estilo musical

### Instrumentação

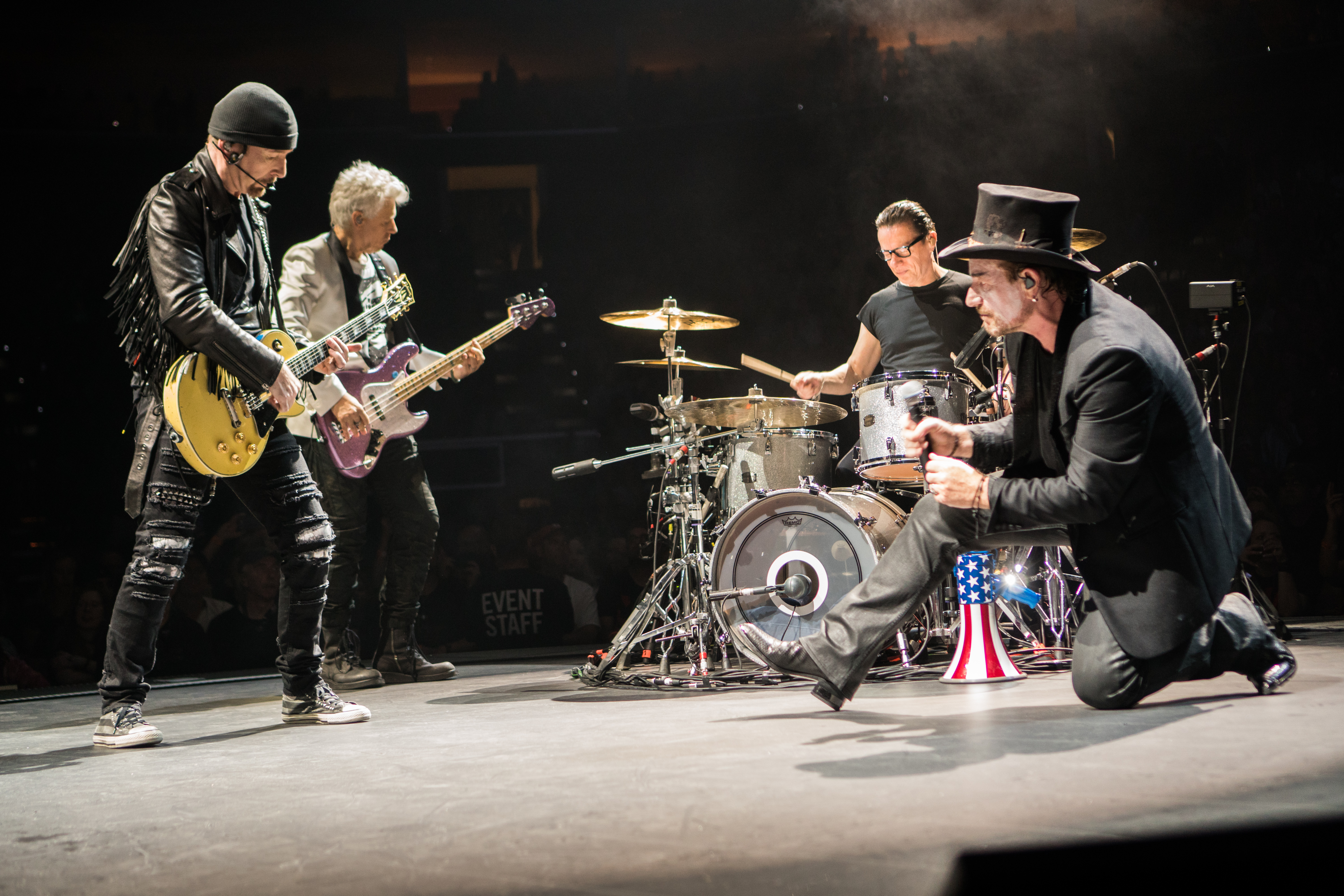
Performance da banda em 2018. The Edge rotulou o U2 como um grupo fundamentalmente ao vivo

Desde a sua criação, o U2 tem desenvolvido e mantido um som distintamente reconhecível, com ênfase e instrumentais melódicos e expressivos, maior em relação aos vocais. Esta abordagem tem suas raízes, em parte, a influência precoce do produtor de discos Steve Lillywhite, em um momento em que a banda não era conhecida pela seriedade musical. The Edge tem usado constantemente um eco rítmico e uma marca no delay para elaborar seu trabalho na guitarra, junto com uma influência irlandesa nos pedais tocados contra suas melodias sincopadas que, em última análise, produz um som bem definido, um som de carrilhão. Bono tem estimulado o seu falsete de voz operística e tem mostrado uma tendência notável para a lírica social, política e assuntos pessoais, mantendo uma escala grandiosa em sua composição. Além disso, The Edge descreveu o U2 como uma banda fundamentalmente ao vivo.
Apesar destas consistências amplas, o grupo introduziu elementos novos em seu repertório musical, com cada álbum novo. O som inicial do U2 foi influenciado por bandas como Television, Siouxsie and the Banshees, e Joy Division, sendo descrito como "contendo uma sensação de alegria", que resultou de The Edge "acordes radiantes" e um "vocal ardente" de Bono. O som do U2 começou com raízes do pós-punk, instrumentais minimalistas e menos complicada de ser ouvida em Boy (1980) e October (1981), evoluindo em War (1983) para incluir aspectos do rock, do funk, ritmo dance, para tornar-se mais versátil e agressivo. Boy e War foram rotulados como "forte e agressivo" pela revista Rolling Stone, influenciado em grande parte, pela produção de Lillywhite. The Unforgettable Fire (1984), que começou com The Edge tocando mais nos teclados do que na guitarra, bem como o acompanhamento de The Joshua Tree (1987), tinha Brian Eno e Daniel Lanois à frente da produção. Com sua influência, ambos os álbuns conseguiram uma textura variada. As canções de The Joshua Tree e Rattle and Hum (1988), colocou mais ênfase no ritmo inspirado de Lanois à medida que a mistura distinta de estilos e variados da música gospel e blues, resultou no fascínio crescente da banda com a cultura americana, pessoas e lugares. Na década de 1990, a banda reinventou-se quando eles começaram a utilizar sintetizadores, distorções, batida eletrônica e derivados do rock alternativo, música industrial, dance e hip hop em Achtung Baby, Zooropa (1993) e Pop (1997). Na década de 2000, havia uma banda com um som mais despojado, com um ritmo mais tradicional e o uso de sintetizadores e efeitos.

### Letras e temas

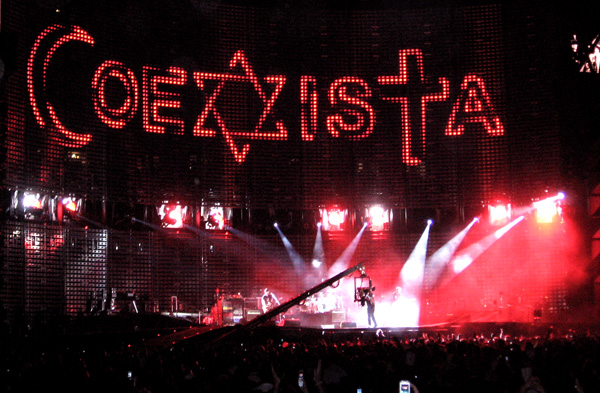
"Coexist", foi uma logo criada pelo artista polonês Piotr Mlodozeniec, formada pelos três símbolos das religiões abraâmicas: A letra "C" representando a lua crescente, símbolo do Islamismo (1); o "X" representando a Estrela de Davi, símbolo do Judaísmo (2) e; o "T" representando a cruz, símbolo do Cristianismo (3). Apresentação no México em 2006.

O cenário social e político, muitas vezes embelezadas com imagens cristãs e espirituais, são aspectos importantes do conteúdo lírico da banda. Canções como "Sunday Bloody Sunday", "Silver and Gold" e "Mothers of the Disappeared" foram motivados por acontecimentos atuais do tempo. O primeiro, foi escrito sobre o Conflito na Irlanda do Norte, enquanto que a terceira, diz respeito à luta de um grupo de mulheres cujos filhos foram mortos ou desaparecidos pelo governo durante a Guerra Civil de El Salvador. A canção "Running to Stand Still" de The Joshua Tree, foi inspirado pelo vício em heroína que estava varrendo Dublin — a letra "I see seven towers, but I only see one way out" ("Eu vejo sete torres, mas vejo apenas uma saída"), refere-se à Ballymun Tower, do Norte de Dublin, e as imagens durante toda a canção, personifica as lutas do vício.
Os conflitos pessoais e turbulências foram inspirados nas canções "Mofo", "Tomorrow" e "Kite". Um desejo emocional ou súplica, frequentemente aparece como um tema lírico, em canções como "Yahweh", "Peace on Earth", e "Please". Grande parte da composição e músicas do U2 também é motivado por contemplações de perda e angústia, juntamente com esperança e resiliência, temas que são centrais em The Joshua Tree. Algumas dessas ideias líricas foram ampliadas por Bono e das experiências pessoais da banda durante a sua juventude na Irlanda, bem como a campanhas e ativismos mais tarde, em suas vidas. A banda tem usado turnês, tais como Zoo TV e Popmart Tour, para demonstrar as tendências sociais, tais como meios de sobrecarga e do consumismo, respectivamente.
Embora a banda e seus fãs muitas vezes afirmarem a natureza política de suas músicas, as letras e as canções do U2 têm sido criticadas como apolíticos, por causa de sua imprecisão e "imagens distorcidas", e a falta de qualquer referência específica a pessoas reais ou personagens.

### Influências e influenciados
A banda cita The Who, The Beatles, The Clash, Television, Ramones, Buzzcocks, Siouxsie and the Banshees, Joy Division, Elvis Presley, e Patti Smith como influências. Van Morrison foi citado por Bono como uma influência e sua influência sobre o U2 é apontado no Rock and Roll Hall of Fame. A banda também trabalhou e/ou tinha relações influentes com artistas como Johnny Cash, Green Day, Leonard Cohen, Bruce Springsteen, B. B. King, Lou Reed, Luciano Pavarotti, Bob Dylan, Elvis Costello, Wim Wenders, R.E.M., Salman Rushdie e Anton Corbijn.
Outros músicos e bandas como Coldplay, Nickelback, Snow Patrol, Tupac Shakur, The Fray, OneRepublic, The Academy Is..., The Killers, 30 Seconds to Mars, Keane, Switchfoot, Sanctus Real, Your Vegas, e Angels and Airwaves, citam o U2 como influência.

## Campanhas e ativismo
Desde o início da década de 1980, os membros do U2 — como uma banda e individualmente — têm colaborado com outros músicos, artistas, celebridades e políticos para tratar de questões relativas à pobreza, doença e injustiça social. Em 1984, Bono e Adam Clayton participaram do Band Aid, com intuito de arrecadar dinheiro para a fome na Etiópia em 1984–1985. Esta iniciativa produziu um single de sucesso, "Do They Know It's Christmas?", que seria a primeira entre várias colaborações entre o U2 e Bob Geldof. Em julho de 1985, a banda tocou no Live Aid. Bono e sua esposa, Ali, a convite da World Vision, mais tarde, visitou a Etiópia, onde testemunhou a fome em primeira mão. Bono diria mais tarde que estabeleceu as bases para sua campanha da África e alguns de seus compositores.
Em 1986, o grupo participou da turnê A Conspiracy of Hope com apoio sobre a Anistia Internacional e no Self Aid para o desemprego na Irlanda. No mesmo ano, Bono e Ali Hewson também visitaram a Nicarágua e El Salvador, a convite do Movimento Santuário, e viu os efeitos da Guerra Civil de El Salvador. Estes eventos de 1986 influenciaram grandemente o álbum The Joshua Tree, que estava sendo gravado no momento. Em 1992, a banda participou do concerto Stop Sellafield com o Greenpeace durante a turnê Zoo TV. Os eventos em Sarajevo durante a Guerra da Bósnia, inspirou a música "Miss Sarajevo", que estreou em setembro de 1995 com Pavarotti e amigos em show, e que, Bono e The Edge realizaram pelo War Child. Uma promessa feita em 1993 foi mantida quando a banda tocou em Sarajevo como parte da turnê Popmart, em 1997. Em 1998, eles tocaram em Belfast, dias antes da votação sobre o Acordo da Sexta-Feira Santa, trazendo os líderes políticos da Irlanda do Norte, como David Trimble e John Hume ao palco, para promover o acordo. Mais tarde naquele ano, todos os rendimentos a partir do lançamento do single "Sweetest Thing", seria no sentido de apoiar o Projeto Internacional Infantil de Chernobyl.
Em 2001, a banda dedicou "Walk On" para a líder pró-democrática birmanesa Aung San Suu Kyi. No final de 2003, Bono e The Edge participaram do HIV/AIDS na África do Sul, na série de concertos 46664, hospedado por Nelson Mandela. A banda tocou em 2005 no concerto do Live 8 em Londres. A banda e Paul McGuinness foram premiados com a Anistia Internacional com o Prêmio Embaixador da Consciência para o seu trabalho na promoção dos direitos humanos. Desde 2000, Bono inclui a campanha Jubilee 2000 com Bob Geldorf, Muhammad Ali e outros para promover a anulação da dívida de terceiro mundo durante o Grande Jubileu. Em janeiro de 2002, Bono co-fundou a ONG multinacional, DATA, com o objetivo de melhorar o estado social, político e financeiro da África. Ele continuou suas campanhas para a dívida e o alívio do HIV/AIDS em junho de 2002, fazendo visitas de alto nível para a África.

Logotipo da ONE, ONG fundada em 2004, co-fundada por Bono.

A Product Red, uma marca com fins lucrativos para arrecadar fundos para o Fundo Global, foi fundada, em parte, por Bono. A ONE, originalmente em contrapartida ao Make Poverty History, foi moldada por seus esforços e visão. No final de 2005, após o Furacão Katrina e o Furacão Rita, The Edge ajudou a introduzir o Music Rising, uma iniciativa para levantar fundos para os músicos que perderam seus instrumentos musicais na tempestade na parte que banha a Costa do Golfo. Em 2006, o U2 colaborou com a banda pop punk Green Day para gravar um remake da canção "The Saints Are Coming", da banda escocesa The Skids, para beneficiar o Music Rising. O U2 e o ativismo social de Bono não ficaram sem críticas, no entanto, vários autores e ativistas que publicam em revistas politicamente esquerdistas, como a CounterPunch, criticaram o apoio de Bono às figuras políticas, como Paul Wolfowitz, bem como o seu "paternalismo essencial". Outras fontes de notícias em geral, têm questionado mais a eficácia da campanha de Bono para aliviar a dívida e prestar assistência a África. Ativistas de impostos e desenvolvimentos também criticaram a mudança da banda da Irlanda para a Holanda com o intuito de reduzir a sua dívida fiscal.
Em novembro de 2014, Bono participou do vocal da canção "Do They Know It's Christmas?" do Band Aid 30, junto com vários músicos, como o vocalista da banda Coldplay, Chris Martin, Ed Sheeran, One Direction, Paloma Faith, Ellie Goulding, Seal, Sam Smith, Sinéad O'Connor, Rita Ora, Emeli Sandé, Bastille, Olly Murs e os violinistas do grupo Clean Bandit, Milan Neil Amin-Smith e Grace Chatto, sendo produzido por Paul Epworth. No início de dezembro de 2014, a banda irlandesa juntamente com Bruce Springsteen e Chris Martin (ambos substituindo Bono, devido o mesmo ter sofrido um acidente), realizaram um show surpresa na Times Square, em Nova Iorque, em celebração do Dia Mundial de Combate à AIDS. No iHeartRadio Music Awards de 2016, a banda foi homenageada com o "Innovator Award" por seu "impacto na cultura popular e compromisso com causas sociais".
Em abril de 2020, doou mais de 10 milhões de euros para ajudar no combate a pandemia de COVID-19, doença do novo coronavírus. De acordo com o jornal Daily Mail, o valor é destinado a compra de equipamentos para trabalhadores que estão na linha de frente. Segundo a publicação, a doação é parte de uma iniciativa com empresas públicas e privadas. O primeiro lote de suprimentos está programado para chegar em Dublin, na Irlanda. Também doou 1,5 milhão de dólares para diminuir o impacto da pandemia na indústria musical — incluindo uma doação de 200 mil euros para o evento de arrecadação de fundos para o Songs from an Empty Room.

## Outros projetos
Os membros do U2 têm realizado uma série de projetos paralelos, às vezes em colaboração com alguns dos seus companheiros de banda. Em 1985, Bono gravou a canção "In a Lifetime", com a banda irlandesa Clannad. The Edge lançou um álbum solo para a trilha sonora do filme Captive (1986), que incluiu a participação vocal por Sinéad O'Connor, que antecede o seu próprio álbum de estreia por um ano. Bono e The Edge escreveram a canção "She's a Mystery to Me" para Roy Orbison, que foi destaque em seu álbum, Mystery Girl (1989). Em 1990, Bono e The Edge forneceram a trilha sonora para o Royal Shakespeare Company London, na versão teatral de A Clockwork Orange (apenas uma faixa já foi lançada, como B-side do single de "The Fly"). Nesse mesmo ano, Mullen co-escreveu e produziu uma canção para a Seleção Irlandesa de Futebol na Copa de 1990, chamado "Put 'Em Under Pressure", que liderou as paradas musicais da Irlanda. Juntamente com The Edge, Bono escreveu a música "GoldenEye" para o filme do espião James Bond, GoldenEye (1995), que foi executado pela Tina Turner. Clayton e Mullen retrabalharam na faixa-título do filme Mission: Impossible (1996). Bono participou no vocal para a canção de Mick Jagger, "Joy", no seu álbum solo, Goddess in the Doorway (2001). Bono também gravou uma reposição, quase um termo falado da versão do músico Leonard Cohen da canção "Hallelujah" para o álbum de tributo Tower of Song (1995). Além disso, em 1998, Bono colaborou com Kirk Franklin e Crystal Lewis (junto com os artistas R. Kelly e Mary J. Blige) para uma música gospel de sucesso, chamado "Lean on Me".
Além de colaborações musicais, a banda trabalhou com vários autores. O escritor americano William S. Burroughs teve uma aparição do videoclipe da canção "Last Night on Earth" pouco antes de falecer. Seu poema "A Thanksgiving Prayer" foi usada como imagens de vídeo durante a turnê da banda, Zoo TV. Outros colaboradores incluem William Gibson e Allen Ginsberg. No início de 2000, a banda gravou três canções para a trilha sonora do filme The Million Dollar Hotel, incluindo "The Ground Beneath Her Feet", que foi co-escrito por Salman Rushdie e motivados por seu livro de mesmo nome.
Em 2007, Bono apareceu no filme Across the Universe (2007) e cantando as canções dos The Beatles. Em 2011, Bono e The Edge também escreveram e compuseram canções para a trilha sonora de Spider-Man: Turn Off the Dark (2011). Além disso, The Edge criou a música-tema para a 1ª e 2ª temporada da série animada The Batman.

## Legado

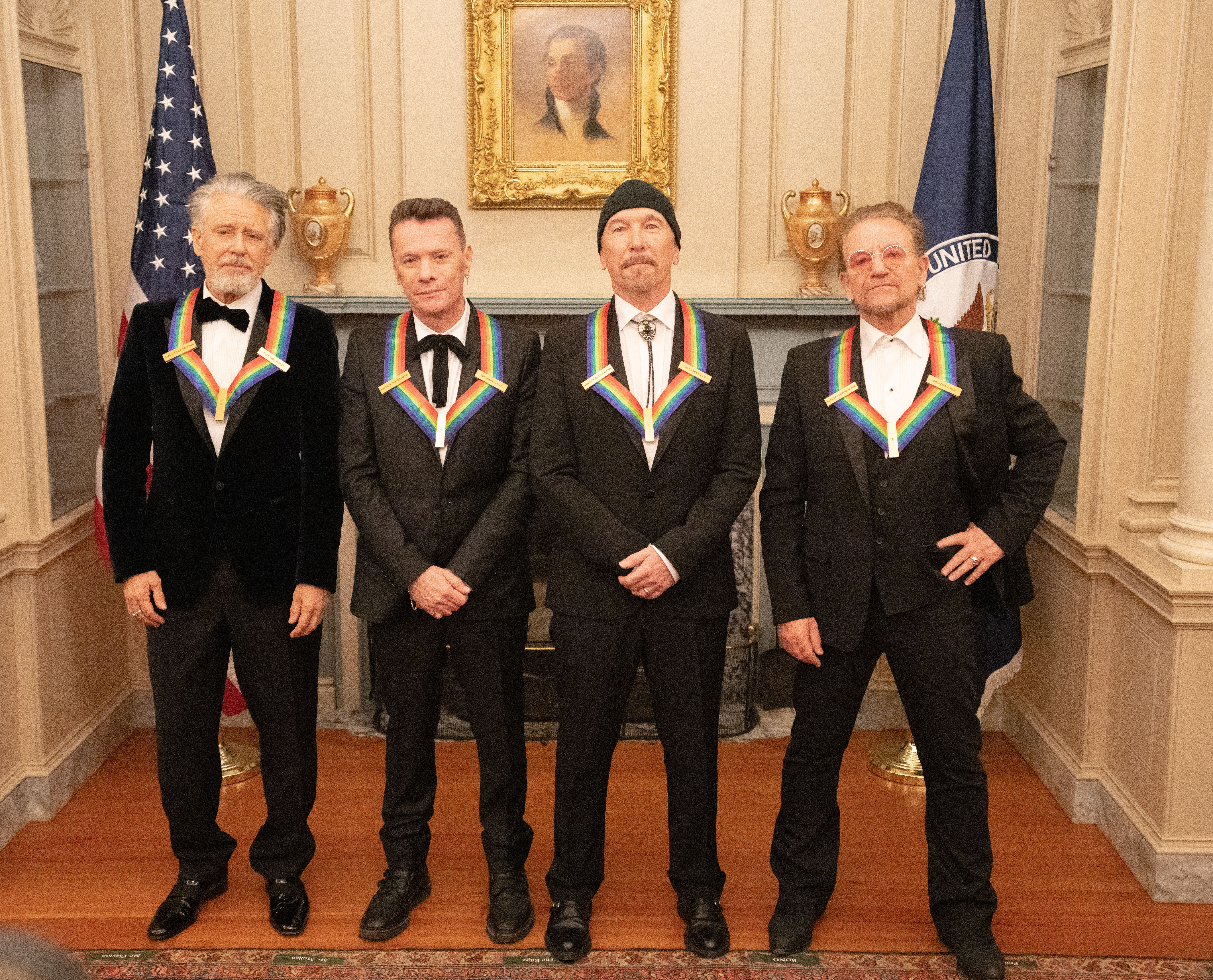
O grupo durante a premiação Kennedy em 2022.

O U2 vendeu mais de 170 milhões de discos, inserindo-os entre os músicos que mais venderam discos de todos os tempos, com 51,5 milhões de unidades certificadas pela RIAA, sendo o 21º recordista de vendas de discos nos Estados Unidos. O quinto álbum de estúdio, The Joshua Tree (1987), está classificado como um dos álbuns mais vendidos nos Estados Unidos, depois de ter vendido mais de dez milhões de cópias, e está também entre os álbuns mais vendidos do mundo, com vendas de 25 milhões de cópias. A revista Forbes estima que a banda ganhou 78 milhões de dólares entre maio de 2011 e maio de 2012, tornando-se o quarto artista musical mas bem pago. A lista dos ricos do jornal The Sunday Times de 2013 estima a riqueza coletiva do grupo em mais de € 630 milhões de euros.
A revista Rolling Stone classificou a banda como o 22º da lista dos "100 Maiores Artistas de Todos os Tempos", enquanto que o ranking de Bono está na 32ª posição, de melhor cantor e de 38º para The Edge, como melhor guitarrista. Em 2010, oito das canções do U2 apareceram na Rolling Stone, em sua lista atualizada das "500 Melhores Canções de Todos os Tempos", com "One" como o ranking mais alto, na 36ª posição. Cinco, dos doze álbuns de estúdio do grupo, foram classificados na lista de 2003, nos "500 Melhores Álbuns de Todos os Tempos" pela Rolling Stone — The Joshua Tree liderando o ranking mais alto, na 26ª posição. Em uma pesquisa da revista Q nomeou o grupo como o de maior gesto dos últimos 25 anos em 2011. Em 2010, a VH1 classificou a banda na posição de número 19 na lista dos "100 Maiores Artistas Todos os Tempos". Cinco dos 14 álbuns de estúdio do U2 estão presentes no ranking dos "500 Melhores Álbuns de Todos os Tempos" pela revista Rolling Stone — The Joshua Tree na posição de número 27; Achtung Baby na posição de número 63; War na posição de número 223; All That You Can't Leave Behind na posição de número 280; e Boy na posição de número 417. Refletindo sobre a popularidade da banda e o impacto mundial, Jeff Pollack, da The Huffington Post, disse: "Como The Who, antes deles, o U2 escreveu canções sobre coisas que foram importantes e ressoou com seu público".
A banda recebeu seu primeiro Prêmio Grammy com The Joshua Tree em 1988, ganhando 22 no total, de 34 indicações, mais do que qualquer outra banda. Estes incluem o de "Melhor Performance de Rock por um Duo ou Grupo com Vocais", "Álbum do Ano", "Gravação do Ano" e "Melhor Álbum de Rock". A Indústria Fonográfica Britânica concedeu ao U2 sete Brit Awards, cinco dos quais estão de "Melhor Grupo Internacional". Na Irlanda, o U2 já ganhou 14 Meteor Music Awards desde que a premiação começou, em 2001. Outros prêmios incluem American Music Awards, quatro MTV Video Music Awards, onze Q Awards, dois Prêmios Juno, três NME Awards e dois Globo de Ouro. A banda foi introduzida no Rock and Roll Hall of Fame no início de 2005. Em 2006, todos os quatro membros da banda receberam o Prêmio ASCAP por escrever as canções, "I Still Haven't Found What I'm Looking For" e "Vertigo". Em 2022, o grupo recebeu o Prêmio Kennedy por suas contribuições nas artes cênicas, tornando-os apenas o quinto grupo musical a ser homenageado.

## Membros
| {{{caption}}}                         |
| Bono vocal · guitarra rítmica · gaita |

| {{{caption}}}                               |
| The Edge guitarra · teclado · backing vocal |

| {{{caption}}}      |
| Adam Clayton baixo |

| {{{caption}}}                        |
| Larry Mullen Jr. bateria · percussão |

## Discografia
Álbuns de estúdio
- Boy (1980)
- October (1981)
- War (1983)
- The Unforgettable Fire (1984)
- The Joshua Tree (1987)
- Rattle and Hum (1988)
- Achtung Baby (1991)
- Zooropa (1993)
- Pop (1997)
- All That You Can't Leave Behind (2000)
- How to Dismantle an Atomic Bomb (2004)
- No Line on the Horizon (2009)
- Songs of Innocence (2014)
- Songs of Experience (2017)
- Songs of Surrender (2023)